# Papa Paolo VI
Papa Paolo VI, in latino: Paulus PP. VI (nato Giovanni Battista Enrico Antonio Maria Montini; Concesio, 26 settembre 1897 – Castel Gandolfo, 6 agosto 1978), è stato il 262º papa della Chiesa cattolica e vescovo di Roma, primate d'Italia e 4º sovrano dello Stato della Città del Vaticano, oltre agli altri titoli propri del romano pontefice, dal 21 giugno 1963 fino alla morte.
Beatificato nel 2014, fu proclamato santo il 14 ottobre 2018 da papa Francesco.

## Biografia

### Infanzia e formazione

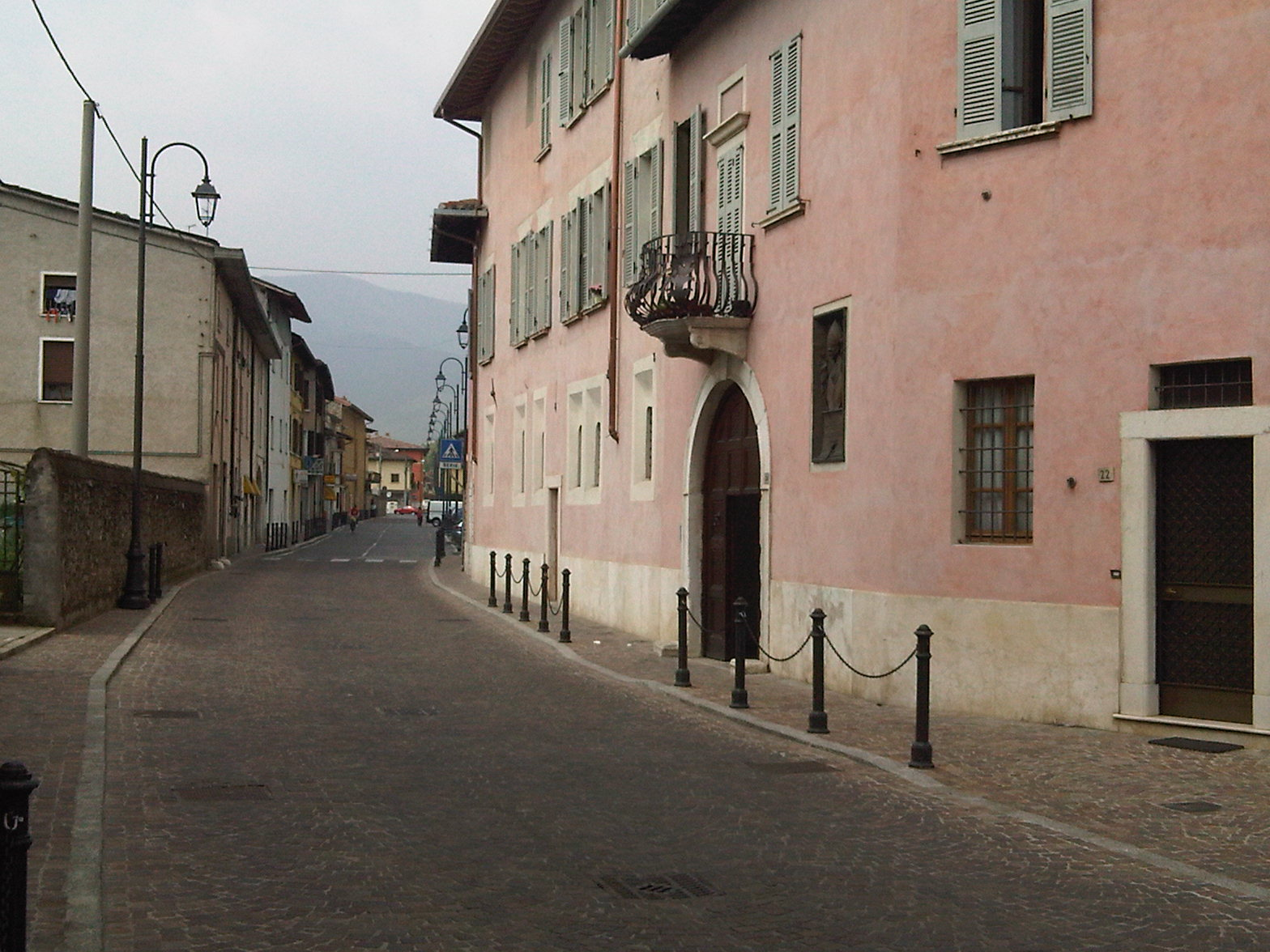
Facciata della casa dei Montini a Concesio, dove nacque Giovanni Battista

I tre fratelli Montini. Da sinistra: Francesco, Giovanni Battista e Lodovico.

Giovanni Battista Montini nacque il 26 settembre 1897 a Concesio, un piccolo paese all'imbocco della Val Trompia, a nord di Brescia, dove la famiglia Montini, di estrazione borghese, aveva una casa per le ferie estive. I genitori, l'avvocato Giorgio Montini e sua moglie Giuditta Alghisi (appartenente alla piccola nobiltà rurale locale), si erano sposati nel 1895. Era il secondo di tre figli: i suoi fratelli furono Lodovico, avvocato, deputato e senatore della Repubblica e Francesco (1900-1971), medico. Il padre, al momento della nascita del futuro pontefice, non esercitava la professione forense ma era impegnato come giornalista, dirigendo il quotidiano cattolico Il Cittadino di Brescia; fu poi nominato deputato per tre legislature nel Partito Popolare Italiano di don Luigi Sturzo. Giorgio Montini e Giuditta Alghisi morirono entrambi nel 1943, a pochi mesi di distanza.
Venne battezzato il 30 settembre 1897, medesimo giorno in cui morì Teresa di Lisieux, nella chiesa parrocchiale di Concesio (dove ancora oggi è conservato il fonte battesimale originario). I genitori gli assegnarono cinque nomi, chiamandolo Giovanni Battista Enrico Antonio Maria Montini.
Nel 1903 venne iscritto come studente esterno (a causa della cagionevole salute) nel collegio "Cesare Arici" di Brescia, retto dai padri Gesuiti. In questa medesima scuola, frequentò fino al liceo classico, partecipando attivamente ai gruppi giovanili degli oratoriani di Santa Maria della Pace.
Nel 1907 compì il suo primo viaggio con la famiglia a Roma, in occasione di un'udienza privata di papa Pio X. Nel giugno dello stesso anno gli vennero impartiti i sacramenti della prima comunione e della cresima.
Nel 1916 ottenne la licenza presso il liceo statale "Arnaldo da Brescia" e nell'ottobre dello stesso anno entrò, sempre come studente esterno, nel seminario della sua città.
Dal 1918 collaborò con il periodico studentesco La Fionda, pubblicando numerosi articoli di notevole spessore. Scrisse, ad esempio, nei primi di novembre del 1918:
Nel 1919 entrò nella Federazione Universitaria Cattolica Italiana (FUCI), che raccoglieva i gruppi studenteschi universitari cattolici.

### Ordinazione sacerdotale

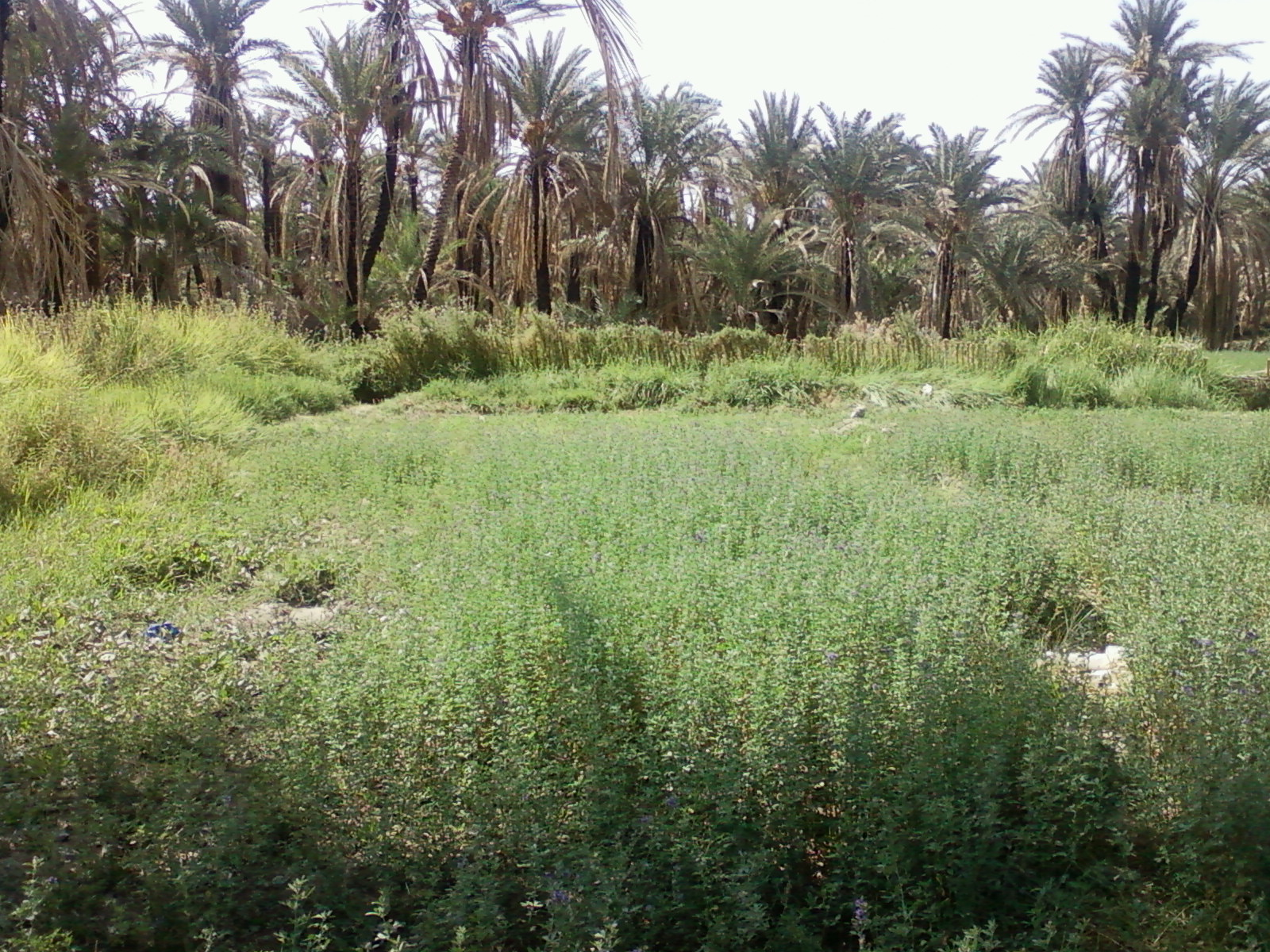
Giovanni Battista Montini nel 1919

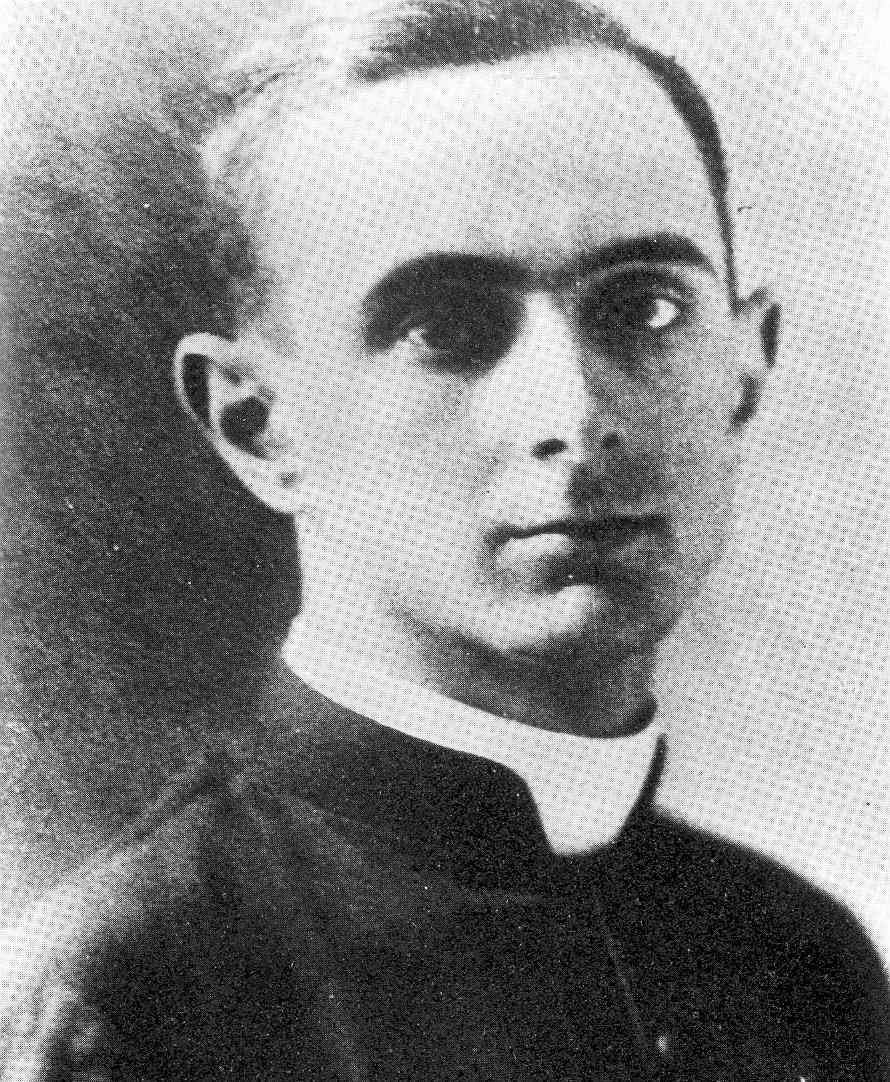
Il futuro Paolo VI il giorno dell'ordinazione presbiterale

Don Giovanni Battista Montini con Maria De Unterrichter e Igino Righetti

Il 29 maggio 1920 ricevette l'ordinazione sacerdotale nella cattedrale di Brescia dal vescovo Giacinto Gaggia; il giorno successivo celebrò la sua prima messa nel Santuario di Santa Maria delle Grazie di Brescia, concludendo i suoi studi in quello stesso anno a Milano con il dottorato in diritto canonico.
Nel novembre dello stesso anno si trasferì a Roma dove si iscrisse ai corsi di Diritto civile e di Diritto canonico alla Pontificia Università Gregoriana e a quelli di Lettere e filosofia all'Università statale oltre, su richiesta di Giuseppe Pizzardo, a entrare nell'Accademia dei Nobili Ecclesiastici.
Nel 1923, sempre su consiglio di Pizzardo, viene avviato agli studi diplomatici presso la Pontificia accademia ecclesiastica, collaborando tra gli altri con Francesco Borgongini Duca, Alfredo Ottaviani, Carlo Grano, Domenico Tardini e Francis Spellman. Iniziò così la sua collaborazione con la Segreteria di Stato, per volere di papa Pio XI, dovette perciò rinunciare all'esperienza parrocchiale che egli avrebbe voluto perseguire e che non sperimentò mai nella sua vita. Fu inviato a Varsavia per cinque mesi (giugno-ottobre 1923) come addetto alla nunziatura apostolica. Continuò a finanziare anche a distanza le opere della Biblioteca Morcelliana di Brescia, focalizzata nella promozione di una "cultura cristiana ispirata".

### Esperienza diplomatica in Polonia
L'unica esperienza di diplomazia estera di Montini fu al seguito dell'arcivescovo Lorenzo Lauri alla nunziatura apostolica di Varsavia, in Polonia, nel 1923. Come Achille Ratti prima di lui, Montini dovette confrontarsi con il problema del nazionalismo locale: "Questa forma di nazionalismo tratta gli stranieri come nemici, in particolari quelli con cui lo stato ha frontiere comuni, quasi che uno cerchi l'espansione del proprio paese a spese degli immediati vicini. Le persone crescono con un sentimento in tal guisa. La pace diventa un compromesso di transizione tra le guerre." Quando venne richiamato a Roma fu lieto di ritornare in patria, dicendo "questo conclude un episodio della mia vita, utile certo, ma non una delle esperienze più felici che io abbia mai provato".
Quando da papa era intenzionato a fare ritorno in Polonia nell'ambito di un pellegrinaggio mariano, tale permesso gli venne negato dal governo comunista dell'epoca, richiesta che non poté essere invece negata al nativo Giovanni Paolo II qualche anno dopo.
Rientrato in Italia, nel 1924 conseguì tre lauree: in filosofia, diritto canonico e diritto civile.

### Incarico nella FUCI
Nell'ottobre 1925 fu nominato assistente ecclesiastico nazionale della FUCI. Collaborò con il presidente nazionale Igino Righetti, che era stato nominato nello stesso anno, e i due si trovarono ad agire in un iniziale clima di diffidenza, rasserenatosi solo col tempo, tra studenti che vedevano con sospetto la nuova dirigenza imposta forzosamente dalle gerarchie. Montini sperimentò ben presto le resistenze opposte da alcuni ambienti della Chiesa (come i Gesuiti) che resero difficile il suo compito e lo portarono, nel giro di meno di otto anni, alle dimissioni. Tali resistenze originavano da divisioni ecclesiastiche non solo sul comportamenti da tenere nei confronti del fascismo, ma anche sugli atteggiamenti culturali e le scelte educative.
Montini profuse un attivo impegno nella FUCI con un'azione di profonda riorganizzazione della Federazione. Divenne così il bersaglio privilegiato delle accuse e denunce degli ambienti ecclesiastici ostili. La situazione degenerò al punto tale da convincerlo, a malincuore, a rinunciare all'incarico. Le dimissioni, presentate in febbraio, furono accettate e formalizzate il mese successivo. Motivò la sua scelta con la difficoltà di conciliare quel ruolo con gli impegni, in effetti sempre crescenti, in Segreteria di Stato.
Nel 1931, durante il suo lavoro nella FUCI, Montini aveva avuto l'incarico di visitare celermente Germania e Svizzera, per organizzare la diffusione dell'enciclica Non abbiamo bisogno, nella quale Pio XI condannava lo scioglimento delle organizzazioni cattoliche da parte del regime fascista. Nel 1933 ebbe termine il suo impegno di essere assistente ecclesiastico nazionale della FUCI.

### Sostituto alla Segreteria di Stato, poi Pro-segretario

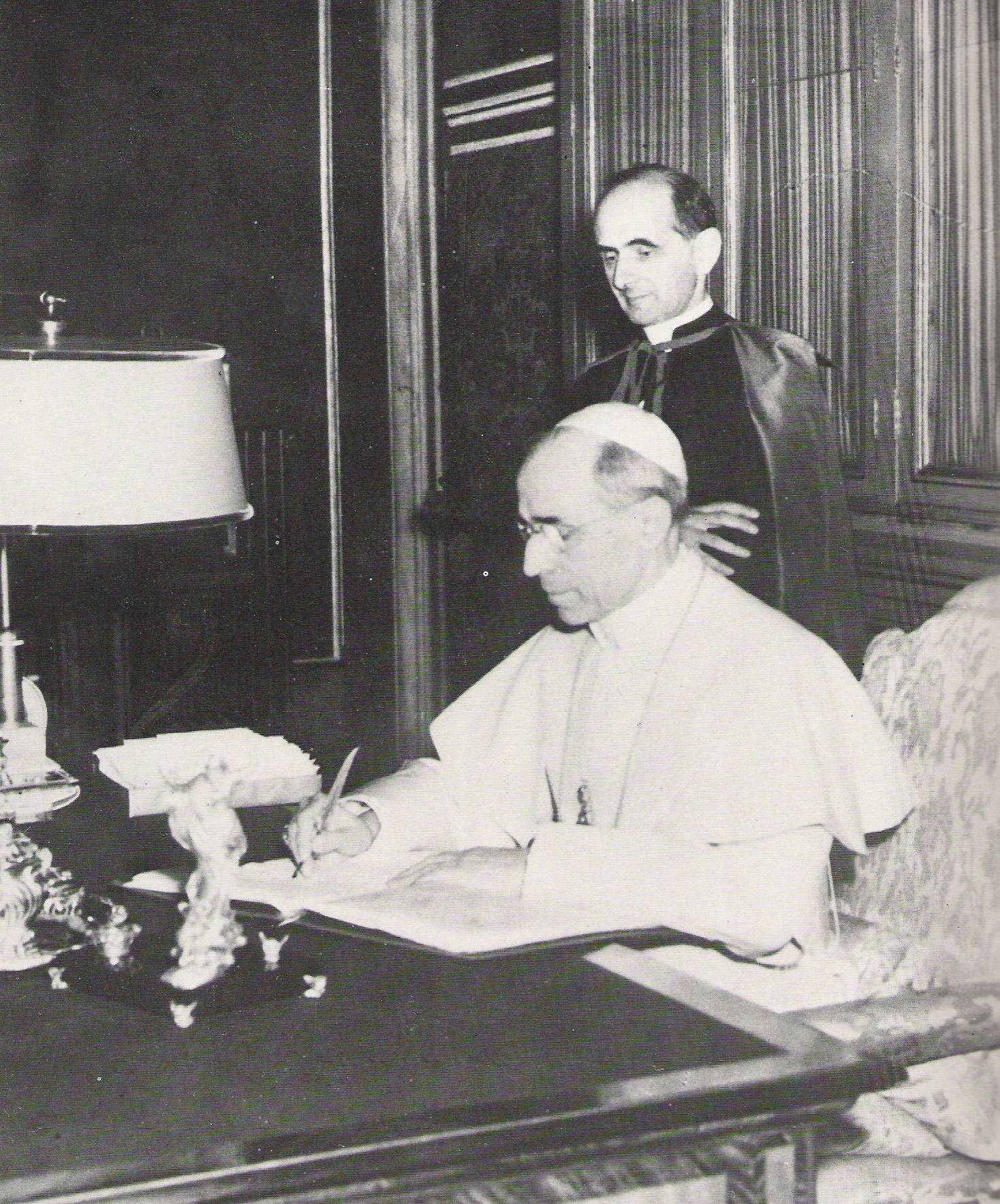
Mons. Montini al fianco di papa Pio XII

Il 13 dicembre 1937 Montini fu nominato sostituto della Segreteria di Stato; iniziò a lavorare strettamente al fianco del cardinale segretario di Stato Eugenio Pacelli. Il 10 febbraio 1939, per un improvviso attacco cardiaco, morì papa Pio XI. Alle soglie della seconda guerra mondiale, Pacelli venne eletto pontefice con il nome di Pio XII.

Poche settimane dopo, Montini collaborò alla stesura del radiomessaggio di papa Pacelli del 24 agosto per scongiurare lo scoppio della guerra, ormai imminente, in cui furono pronunciate le famose parole: 
 Durante tutto il periodo bellico svolse un'intensa attività nell'Ufficio informazioni del Vaticano, occupandosi dello scambio di informazioni sui prigionieri di guerra sia civili sia militari.

In questo periodo fu l'interlocutore principale delle autonome iniziative intentate in tutta segretezza dalla principessa Maria José di Savoia, nuora del re Vittorio Emanuele III, per stringere contatti con gli americani ai fini di una pace separata. Tali iniziative, peraltro, non ebbero esito. 

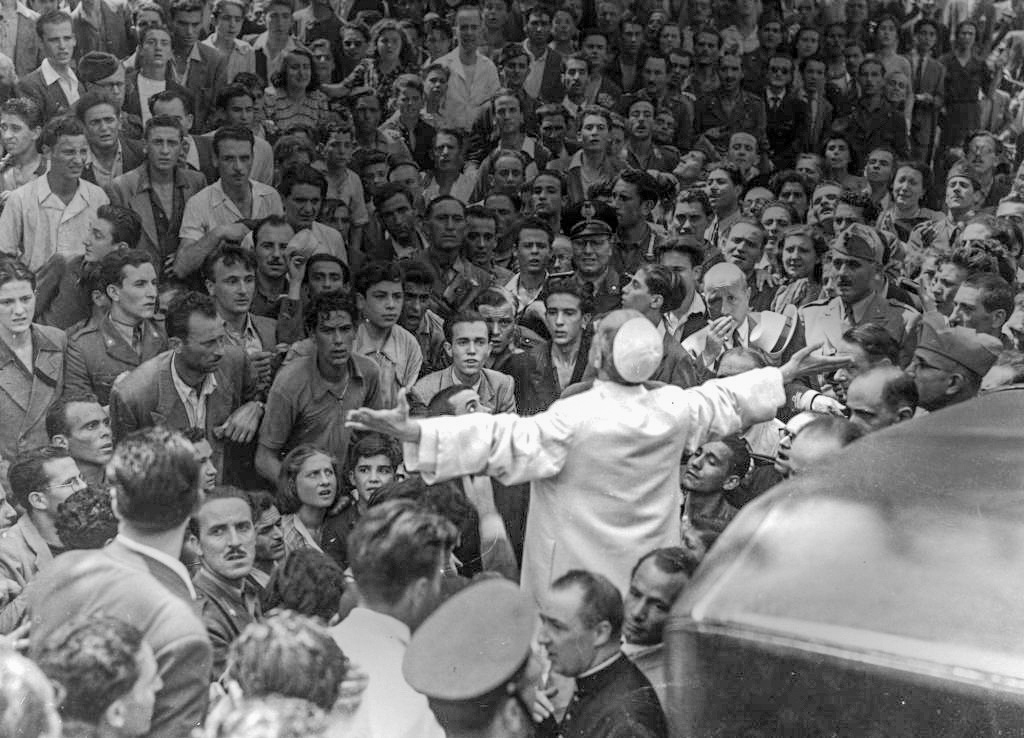
Papa Pio XII al quartiere San Lorenzo dopo il bombardamento. Mons. Montini è alla destra del papa

Il 19 luglio 1943 accompagnò Pio XII nella visita al quartiere San Lorenzo colpito dai bombardamenti alleati.
Va ricordato che terminata la guerra vi furono violentissime polemiche relative al ruolo della Chiesa, e in particolare di Pio XII, che fu accusato di aver mantenuto verso il nazismo un atteggiamento privo di prese di posizione, anzi sospetto di collaborazionismo. Montini fu investito solo relativamente dalla tempesta, nonostante la sua vicinanza al Papa, tenuto anche conto che, nel periodo dell'occupazione tedesca di Roma era ancora vivo il Segretario di Stato Luigi Maglione, al quale erano affidate le relazioni con la diplomazia germanica. Peraltro, Montini si occupò più volte e a vario titolo dell'assistenza che la Chiesa forniva ai rifugiati e agli ebrei, ai quali distribuì ripetute provvidenze economiche a nome di Pio XII. In tale periodo la Chiesa riuscì di nascosto a salvare oltre 4 000 ebrei romani dalle deportazioni, azione che, secondo alcuni studiosi, non avrebbe potuto compiere se si fosse schierata apertamente contro gli occupanti tedeschi.
Dopo la liberazione di Roma, nell'estate del 1944 Montini, alla morte del cardinale Maglione, assunse la carica di Pro-segretario di Stato, insieme a Domenico Tardini (futuro segretario di Stato di Giovanni XXIII), e si trovò a lavorare ancor più a stretto contatto con Pio XII.
Al termine della seconda guerra mondiale, Montini fu in piena attività per salvaguardare il mondo cattolico nello scontro con la diffusione delle idee marxiste; ma in modo meno aggressivo rispetto a molti altri esponenti. Nelle elezioni amministrative del 1952 non fece mancare il suo appoggio a uno dei politici che stimava di più, Alcide De Gasperi.
Il 29 novembre 1952 Pio XII suddivise le funzioni dei due pro-segretari di Stato affidando a Montini gli affari ordinari e a Tardini quelli straordinari.

### Arcivescovo di Milano

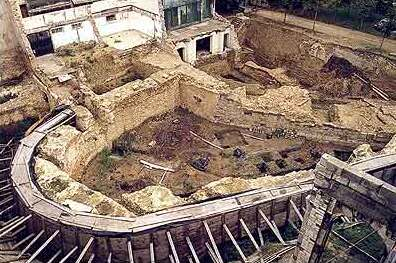
Mons. Montini bacia il suolo milanese il giorno del suo ingresso in arcidiocesi (6 gennaio 1955)

Il 1º novembre 1954, dopo la morte di Alfredo Ildefonso Schuster, Pio XII lo nominò arcivescovo di Milano. A molti questo parve un allontanamento dalla Curia romana, perché improvvisamente Montini venne estromesso dalla Segreteria di Stato e assegnato all'arcidiocesi ambrosiana per precise disposizioni di papa Pacelli.
Non esistono dati storicamente certi per interpretare questa decisione del Pontefice; ci fu chi parlò di “esilio” dalla Santa Sede, dando dunque una connotazione negativa alle disposizioni di papa Pacelli, però questa ipotesi non è l'unica né la più attendibile: il filosofo Jean Guitton ne parla in altri termini, sostenendo che la nuova missione che veniva affidata a Montini doveva essere una sorta di prova per verificare la sua forza e il suo carattere pastorale.
Montini fu consacrato vescovo il 12 dicembre nella basilica di San Pietro in Vaticano dal cardinale Eugène Tisserant, co-consacranti Giacinto Tredici, vescovo di Brescia e Domenico Bernareggi, vicario capitolare di Milano. Il 6 gennaio 1955 prese possesso dell'arcidiocesi.
Come arcivescovo di Milano seppe risollevare le precarie sorti della Chiesa lombarda in un momento storico difficilissimo, in cui emergevano i problemi economici della ricostruzione, l'immigrazione dal sud, il diffondersi dell'ateismo e del marxismo all'interno del mondo del lavoro.

Mons. Giovanni Battista Montini con un bambino

Nei primi mesi del suo episcopato a Milano, esperienza che lo formò e lo segnò profondamente, Montini mostrò grande interesse per le condizioni dei lavoratori e personalmente si preoccupò di contattare unioni e associazioni nel campo oltre a tenere conferenze e relazioni sul tema. Credendo che le chiese non fossero solo strutture architettoniche ma che necessitassero di un vero corpo dato dalle anime che le animano, iniziò la costruzione di oltre 100 nuovi luoghi di culto nella regione.
A Milano disse più volte di considerarsi un liberale, chiedendo con forza ai cattolici di non amare unicamente quanti abbracciavano la loro fede, ma anche gli scismatici, i protestanti, gli anglicani, gli indifferenti, i musulmani, i pagani, gli atei. Intraprese a questo scopo delle relazioni amichevoli con un gruppo di chierici anglicani in visita alla cattedrale milanese nel 1957 e continuò poi una fitta corrispondenza con Geoffrey Francis Fisher, arcivescovo di Canterbury.

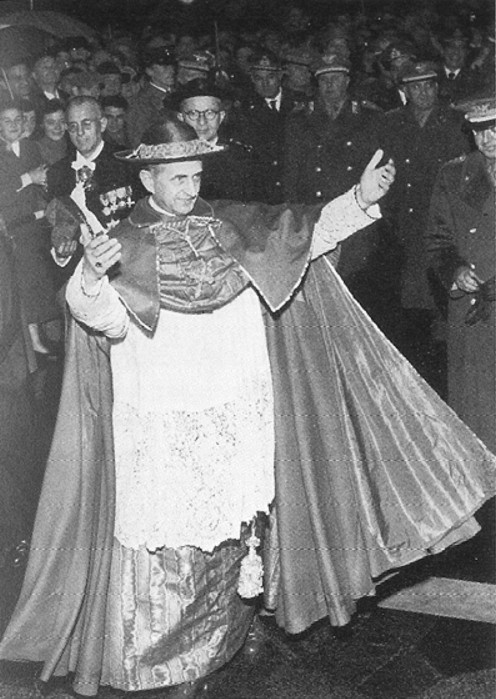
L'arcivescovo Montini in Piazza del Duomo a Milano

Durante il periodo di reggenza della cattedra episcopale milanese, Montini divenne noto come uno dei membri più progressisti della gerarchia cattolica. L'arcivescovo intraprese nuovi metodi per la cura pastorale che a sua detta erano necessari per un'accurata riforma. Utilizzò la propria autorità per assicurarsi che le riforme liturgiche volute da Pio XII fossero portate a compimento anche a livello locale anche attraverso mezzi di comunicazione nuovi per l'epoca: grandi manifesti affissi per le vie di Milano e provincia annunciarono la cosiddetta "Grande missione di Milano": 1 000 voci avrebbero parlato al popolo dal 10 al 24 novembre 1957, coinvolgendo così circa 300 religiosi, 83 preti, 18 vescovi, oltre a diversi cardinali e laici che tennero circa 7 000 omelie durante quel periodo in 302 sedi di predicazione; non solo nelle chiese, ma anche in fabbriche, case, cortili, scuole, uffici, caserme, ospedali, alberghi e altri luoghi pubblici. Fra le sedi di predicazione meno scontate c'erano la Scala, la Borsa, il Rotary e il Circolo della Stampa. Come predicatori l'arcivescovo aveva chiamato anche sacerdoti all'epoca discussi, da don Primo Mazzolari a don Divo Barsotti, da padre Turoldo a padre Balducci, da padre Fabbretti a padre Bevilacqua e padre De Piaz.
L'obiettivo era quello di reintrodurre la fede in una città che a causa di molti eventi e del relativismo moderno aveva perso il senso della religione. L'arcivescovo disse a tal proposito "Se solo noi potessimo dire Padre Nostro sapendo cosa significhi, noi capiremmo dunque la fede cristiana."
Se la grande missione da lui avviata non trovò completo sviluppo, seppe tuttavia coinvolgere forze economiche di rilievo a vantaggio della Chiesa; cercò il dialogo e la conciliazione con tutte le forze sociali e avviò una vera e propria cristianizzazione delle fasce lavoratrici, soprattutto attraverso le Associazioni cristiane dei lavoratori italiani (ACLI); e questo gli garantì notevoli simpatie.
Pio XII convocò a Roma nell'ottobre del 1957 l'arcivescovo Montini perché questi gli riferisse di tale sua nuova attività; fu quella l'occasione, per il prelato milanese, di presentare al pontefice il Secondo Congresso Mondiale per l'Apostolato Laico. Già come vice-segretario di Stato, aveva lavorato infatti all'unificazione delle organizzazioni del mondo laicale in 58 nazioni, rappresentanti 42 organizzazioni nazionali. "Apostolato - scriveva Montini a tal proposito - significa amore. Noi ameremo tutti, specialmente quanti hanno bisogno di aiuto... Ameremo il nostro tempo, la nostra tecnologia, la nostra arte, i nostri sport, il nostro mondo."

### Nomina a cardinale

Stemma cardinalizio di Giovanni Battista Montini

Il cardinale Montini parla ai fedeli riuniti nella chiesa di San Carlo al Lazzaretto, a Milano, il 6 novembre 1959

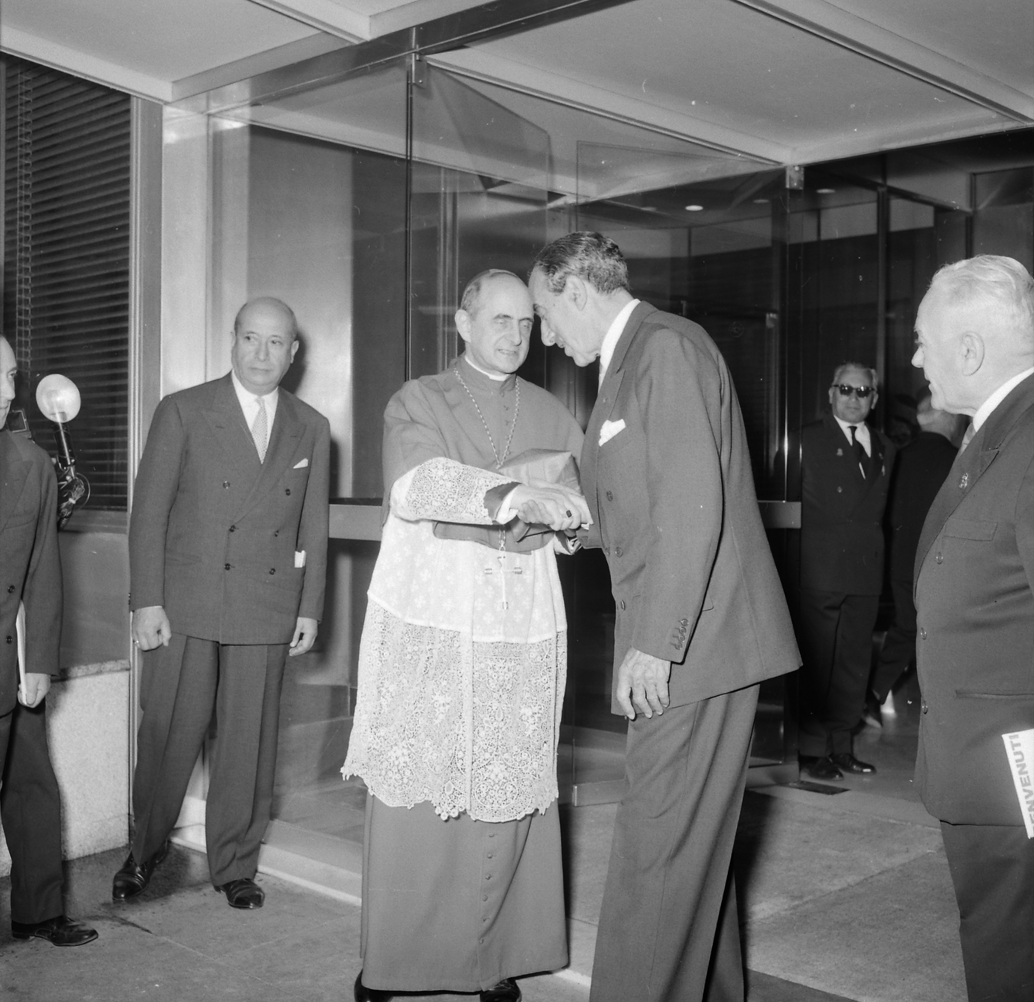
Montini all'inaugurazione della nuova sede della RAS, Milano, 1962. Foto di Paolo Monti

Dopo la morte di Pio XII, il conclave elesse papa, il 28 ottobre 1958, l'anziano patriarca di Venezia Angelo Giuseppe Roncalli, il quale aveva grande stima di Montini (fra i due vi era una consolidata amicizia fin dal 1925), tanto che lo inviò in molte parti del mondo a rappresentare il papa. Quando ancora era a Venezia, Roncalli scherzava con i familiari, dicendo: "Ora resterebbe solo il papato, ma il prossimo papa sarà l'arcivescovo di Milano", segno della stima che provava per Montini e del fatto che si aspettava che Pio XII lo nominasse cardinale; papa Pacelli, tuttavia, morì prima. Alla vigilia del conclave che lo avrebbe eletto, Roncalli disse al suo segretario Loris Francesco Capovilla: "Se ci fosse stato Montini, non avrei avuto una sola esitazione, il mio voto sarebbe stato per lui".
Montini fu il primo cardinale creato da Giovanni XXIII, nel Concistoro del 15 dicembre 1958. Avevano avuto stretti rapporti di collaborazione quando erano entrambi arcivescovi, come testimonia una lettera inviata da Roncalli a Montini nel giorno della sua consacrazione episcopale:
(Lettera di Roncalli a Montini, 12 dicembre 1954)
Come cardinale, Montini viaggiò in Africa (1962), dove visitò il Ghana, il Sudan, il Kenya, il Congo, la Rhodesia, il Sudafrica e la Nigeria. Di ritorno da questa esperienza, Giovanni XXIII gli diede udienza privata per fargli rendere conto di quanto visto, con un dialogo che durò diverse ore. Nel 1960 viaggiò in Brasile, Stati Uniti (toccando tappe importanti come New York, Washington, Chicago, l'Università di Notre Dame in Indiana, Boston, Filadelfia e Baltimora). Durante questo periodo prese per abitudine anche di trascorrere le vacanze nell'Abbazia di Engelberg, uno sperduto monastero benedettino in Svizzera.
Il breve ma intenso pontificato di Giovanni XXIII vide Montini attivamente coinvolto, soprattutto come membro della commissione preparatoria del Concilio Vaticano II, aperto con una solenne celebrazione l'11 ottobre 1962. Il Concilio però si interruppe il 3 giugno 1963 per la morte di papa Roncalli, malato da qualche mese.

### Conclave del 1963 ed elezione a pontefice
Di rosso, al monte di sei cime uscente dalla punta, sormontato da tre gigli disposti uno e due, il tutto d'argento

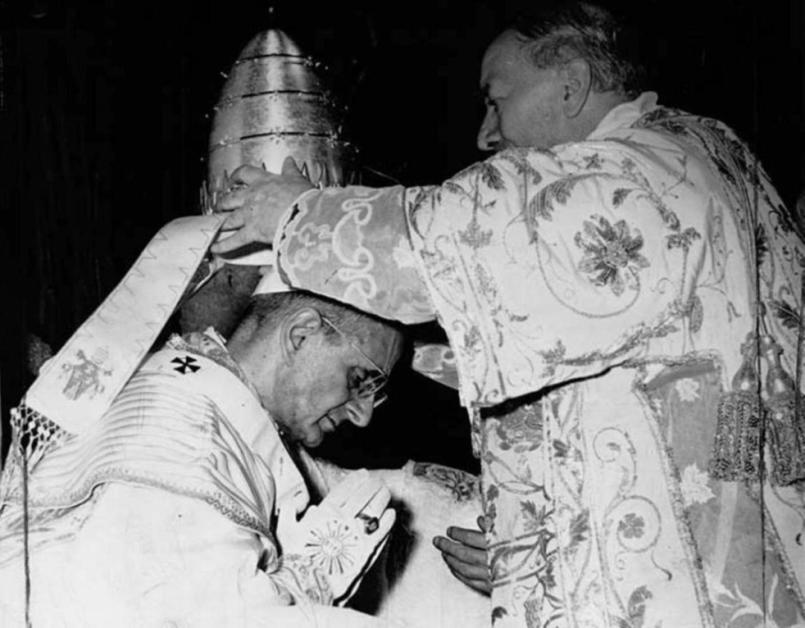
30 giugno 1963: il cardinale Alfredo Ottaviani incorona Sommo Pontefice Paolo VI

Fotografia ufficiale di Paolo VI (1963)

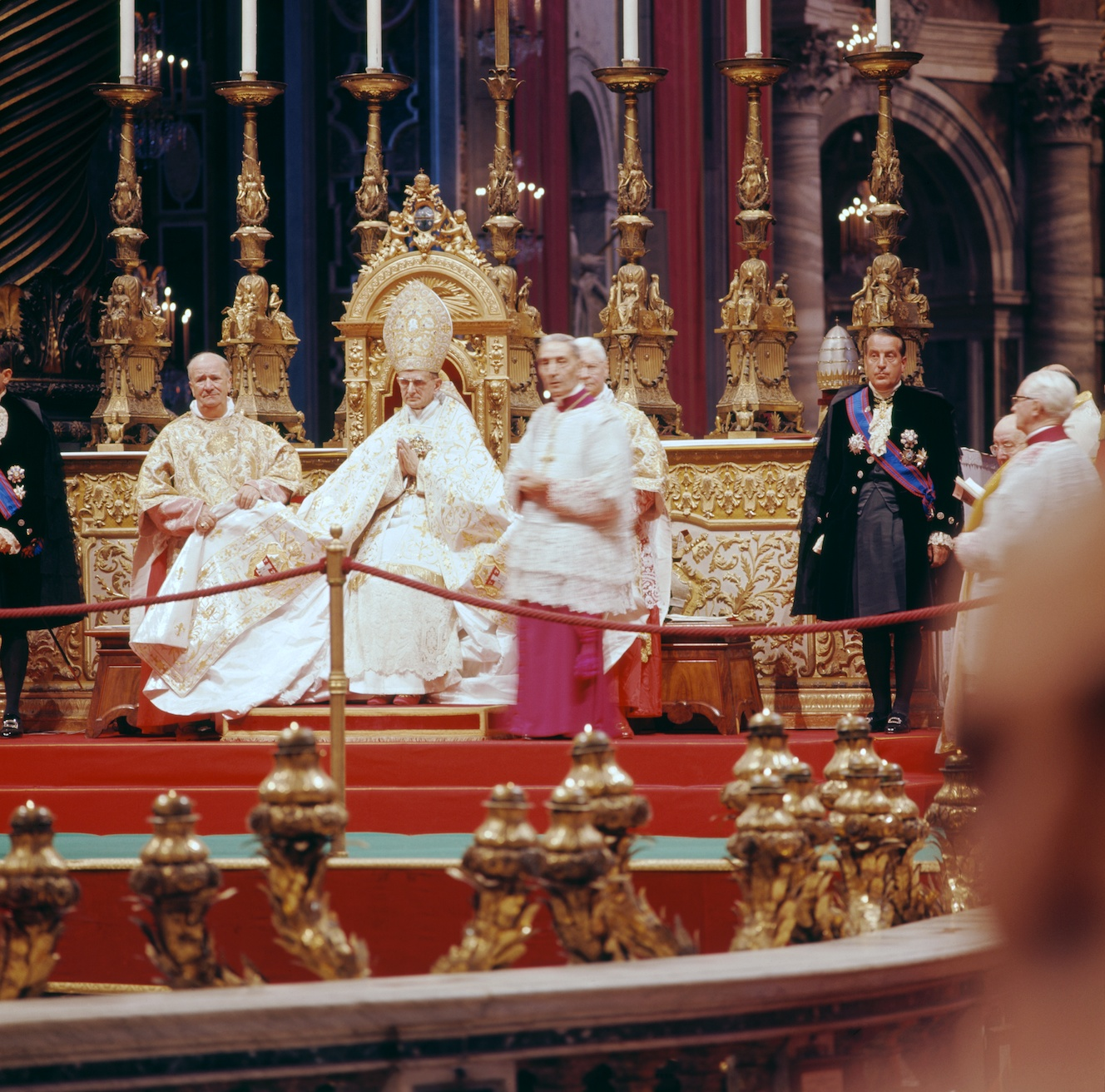
Paolo VI al Concilio Vaticano II. Foto di Lothar Wolleh

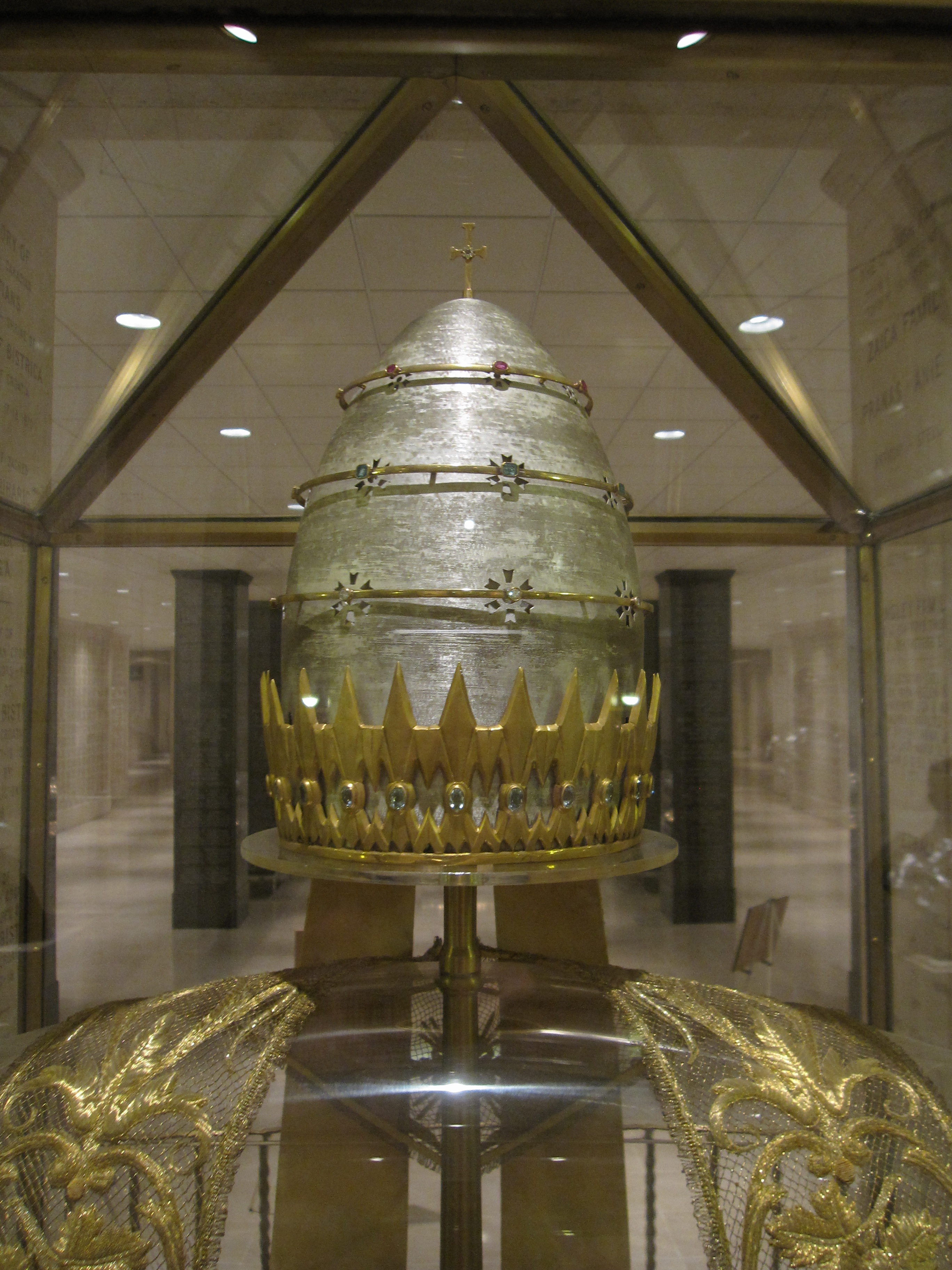
La tiara dell'incoronazione di Paolo VI, ora a Washington nella basilica dell'Immacolata Concezione

Dopo il decesso di papa Giovanni XXIII, Montini era visto fin dall'inizio come il suo più probabile successore per via dei suoi stretti legami con i due papi predecessori, per il suo retroterra nell'attività pastorale e amministrativa e per la sua cultura e determinazione. Giovanni XXIII, che era giunto al Vaticano all'età di 76 anni, si era sentito sempre fuori posto negli ambienti professionali della Curia romana del tempo; il sessantacinquenne Montini, al contrario, conosceva bene i lavori interni all'amministrazione della curia stessa, avendovi preso parte.
L'arcivescovo di Milano non veniva identificato né come una personalità di sinistra né come una personalità di destra, né era visto come un riformatore radicale, a differenza di altri cardinali papabili, come il progressista Giacomo Lercaro, di Bologna, o il conservatore Giuseppe Siri, di Genova. Per tali motivi era percepito come la persona più adatta per continuare il Concilio Vaticano II, i cui lavori erano già stati intrapresi sotto il pontificato di Giovanni XXIII.
Montini venne eletto papa al sesto ballottaggio del conclave, il 21 giugno, e scelse il nome di Paolo VI. Quando il decano del Collegio dei Cardinali Eugène Tisserant gli chiese se accettasse o meno la sua elezione, Montini accettò dicendo "Accepto, in nomine Domini" ("Accetto, in nome del Signore"). Era l'epilogo di un travagliato conclave che aveva visto intervenire il cardinale Gustavo Testa, il quale aveva perso la calma ed aveva chiesto energicamente agli oppositori di Montini di non cercare più di contrastare la sua imminente elezione.
Quando la fumata bianca emerse dal camino della Cappella Sistina alle 11:22, il cardinale Alfredo Ottaviani, nel ruolo di Protodiacono, annunciò l'elezione di Montini. Il nuovo papa apparve alla loggia centrale della Basilica di San Pietro, impartendo la tradizionale benedizione Urbi et Orbi. L'incoronazione si svolse in piazza San Pietro la sera di domenica 30 giugno.
Due giorni dopo la sua elezione, ricevette la visita di John Fitzgerald Kennedy, il primo presidente cattolico degli Stati Uniti, che stava effettuando un viaggio nelle capitali europee, occasione in cui svolse anche la famosa visita a Berlino. Il colloquio nella biblioteca privata tra il neoeletto pontefice e il presidente Kennedy durò quasi quaranta minuti e si svolse interamente in inglese, rendendo non necessario l'ausilio di alcun interprete.
Paolo VI incontrò subito i sacerdoti della sua nuova diocesi. Egli spiegò loro come a Milano egli avesse iniziato il dialogo con il mondo moderno e chiese loro di prendere contatto con tutte le persone che avessero incontrato nella loro vita. Sei giorni dopo la sua elezione egli annunciò per questo scopo la riapertura del concilio, prevista già per il 29 settembre 1963. In un messaggio radio al mondo, Paolo VI richiamò alcune delle virtù dei suoi predecessori, la forza di Pio XI, la saggezza e l'intelligenza di Pio XII nonché l'amore di Giovanni XXIII. Tra i suoi obiettivi per dialogare con il mondo pose anche la riforma del diritto canonico e il miglioramento della pace sociale e della giustizia nel mondo. L'unità della cristianità fu uno dei suoi principali impegni come pontefice.
Uomo mite e riservato, dotato di vasta erudizione e, allo stesso tempo, profondamente legato a un'intensa vita spirituale, seppe proseguire il percorso innovativo iniziato da Giovanni XXIII, consentendo una riuscita prosecuzione del Concilio Vaticano II.
Davanti a una realtà sociale che tendeva sempre più a separarsi dalla spiritualità, che andava progressivamente secolarizzandosi, e di fronte a un difficile rapporto Chiesa-mondo, Paolo VI indicò le vie della fede e dell'umanità attraverso le quali è possibile avviare una solidale collaborazione verso il bene comune. A tal proposito, significativo fu il suo impegno in ambito umanitario: a soli venti giorni dall'elezione al Soglio pontificio diede avvio, con la collaborazione di Adele Pignatelli e, in seguito, di Luisa Guidotti Mistrali, alla missione dell'Associazione Femminile Medico-Missionaria (la cui fondazione era stata da lui stesso incoraggiata) a Chirundu, in Africa. Un anno prima si era recato personalmente sul posto per stabilire la costruzione di un ospedale missionario, il quale oggi porta il suo nome.
Non fu facile mantenere l'unità della Chiesa cattolica, mentre da una parte gli ultratradizionalisti lo attaccavano accusandolo di aperture eccessive, se non addirittura di modernismo, e dall'altra parte i settori ecclesiastici più vicini alle idee socialiste lo accusavano d'immobilismo.
Di grande rilievo fu la sua scelta di rinunciare, nel 1964, all'uso della tiara papale, mettendola in vendita per aiutare, con il ricavato, i più bisognosi. Il cardinale Francis Joseph Spellman, arcivescovo di New York, la acquistò con una sottoscrizione che superò il milione di dollari, e da allora è conservata nella basilica dell'Immacolata Concezione di Washington.
Particolarmente significativo fu il suo primo viaggio, in Terra santa nel gennaio 1964. Per la prima volta un pontefice viaggiò in aereo e tornava nei luoghi della vita di Cristo. Durante il viaggio indossò la Croce pettorale di San Gregorio Magno, conservata nel Duomo di Monza.
In occasione di questa visita Montini abbracciò il patriarca ortodosso di Costantinopoli Atenagora I, recatosi anch'egli in Palestina appositamente per questo incontro.
Il colloquio portò a un riavvicinamento tra le due Chiese scismatiche, suggellato con la Dichiarazione comune cattolico-ortodossa del 1965.

### Completamento del Concilio Vaticano II

Paolo VI, sulla sedia gestatoria, al termine dell'ultima sessione del Concilio Vaticano II

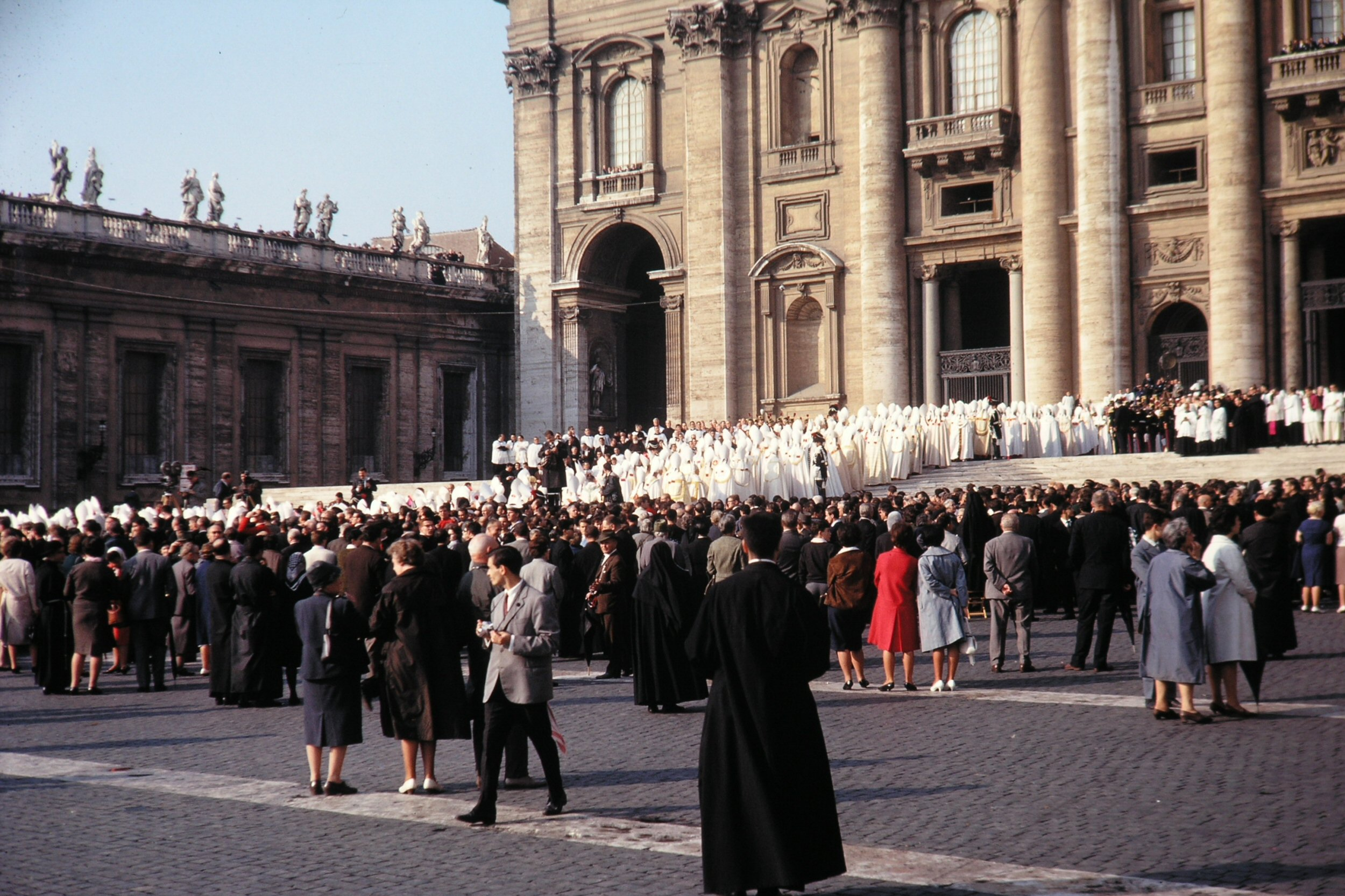
L'apertura della seconda sessione del Concilio Vaticano II

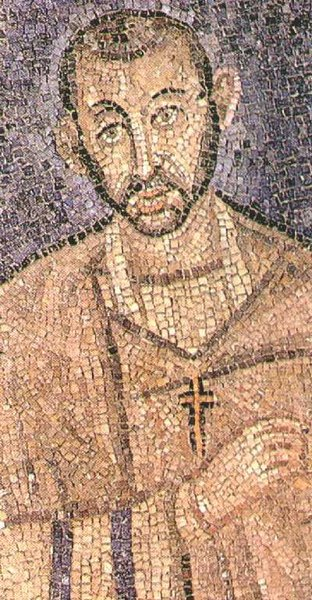
Seguendo il suo predecessore Sant'Ambrogio di Milano, papa Paolo VI nominò Maria quale Madre Universale della Chiesa durante il Concilio Vaticano II

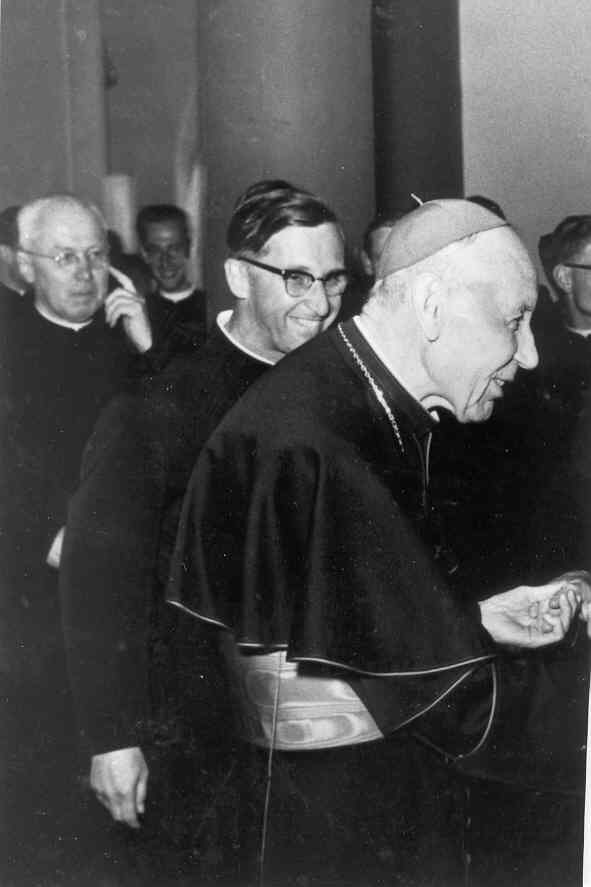
Paolo VI sostenne l'attività del cardinale Augustin Bea, noto ecumenista nel Concilio Vaticano II

Paolo VI decise di continuare il Concilio Vaticano II (si noti che il diritto canonico prevede la sospensione dei lavori di un concilio in caso di cessazione dalla carica del papa e lascia la scelta di riavviarli o meno a discrezione del successore) e lo portò a compimento nel 1965. Lo guidò con grande capacità di mediazione, garantendo la solidità dottrinale cattolica in un periodo di rivolgimenti ideologici e aprendo fortemente verso i temi del Terzo mondo e della pace. Confrontandosi con conflitti, interpretazioni e controversie, egli condusse personalmente i lavori e raggiunse diversi obiettivi.
Durante il Concilio Vaticano II, i padri conciliari e quanti seguirono le mosse del cardinale Augustin Bea, presidente del Segretariato per l'Unità dei Cristiani, ottennero il pieno supporto di Paolo VI nel tentativo di assicurare che il linguaggio del Concilio apparisse amichevole e sensibile anche ad altre confessioni religiose cristiane non cattoliche come i protestanti o gli ortodossi, che seguendo l'esempio di papa Giovanni XXIII invitò in rappresentanza a ogni sessione. Bea venne inoltre direttamente coinvolto nel passaggio del Nostra aetate, che regolò le relazioni della Chiesa con la religione ebraica.
Con la riapertura del Concilio, il 29 settembre 1963 (seconda sessione), Paolo VI evidenziò quattro priorità chiave per i padri conciliari:
- Una migliore comprensione della Chiesa cattolica;
- Riforme della Chiesa;
- Avanzamento nell'unità della cristianità;
- Dialogo con il mondo.

Il Papa ricordò ai padri conciliari che solo alcuni anni prima Pio XII aveva emesso l'enciclica Mystici Corporis Christi sul corpo mistico di Cristo. Egli chiese dunque a loro non di ripetere o creare nuove definizioni dogmatiche, ma di spiegare in parole semplici come la Chiesa vede sé stessa. Ringraziò pubblicamente i rappresentanti delle altre comunità della Chiesa e domandò perdono per le divisioni che la Chiesa cattolica aveva creato nei secoli. Sottolineò anche come molti vescovi orientali non potessero prendere parte ai lavori del Concilio, perché non avevano ottenuto il permesso da parte dei loro governi.
Paolo VI aprì la terza sessione del Concilio il 14 settembre 1964 con un discorso ai padri conciliari ribadendo l'importanza del testo finale del Concilio come linea guida della Chiesa stessa.
Quando il Concilio discusse del ruolo dei vescovi nel papato, Paolo VI inviò una Nota Praevia confermando il primato del papato sui vescovi, un passo che da alcuni venne giudicato come un'interferenza nei lavori del Concilio. I vescovi americani fecero pressione per la libertà religiosa, ma Paolo VI ribadì queste condizioni per un perfetto ecumenismo. Il papa concluse la sessione il 21 novembre 1964, con il pronunciamento formale di Maria come Madre della Chiesa.
Secondo Paolo VI, "il più importante e rappresentativo dei proponimenti del Concilio" era la chiamata universale alla santità: "tutti i fedeli in Cristo di qualsiasi rango o status, sono chiamati alla pienezza della vita cristiana ed alla perfezione della carità; con questo la santità è può essere promossa nella società della terra."
Questo insegnamento è tra l'altro uno dei cardini della Lumen Gentium, la costituzione dogmatica sulla Chiesa, promulgata dallo stesso Paolo VI il 21 novembre 1964.
Il 27 marzo 1965 Paolo VI, in presenza di mons. Angelo Dell'Acqua, lesse il contenuto di una busta sigillata, che in seguito rinviò all'Archivio del Sant'Uffizio con la decisione di non pubblicare il contenuto. In questa lettera era scritto il Terzo segreto di Fátima.

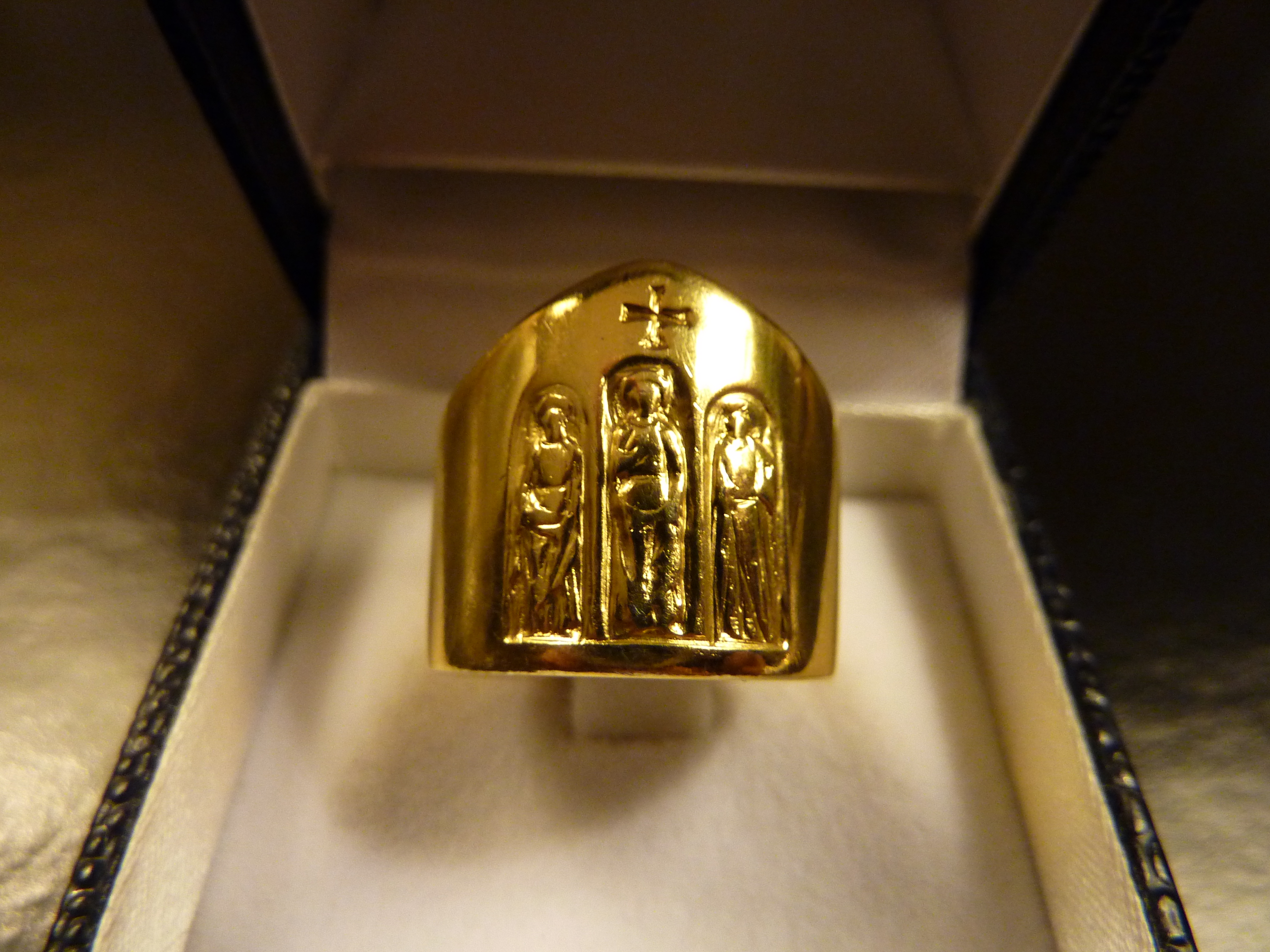
"Anello del Concilio", 6 dicembre 1965: Paolo VI offre un anello aureo semplice ai Padri conciliari: Cristo, Pietro e Paolo sotto la Croce

Durante tutto il suo pontificato, la tensione tra il primato papale e la collegialità episcopale rimase fonte di dissenso. Il 14 settembre 1965, anche per effetto dei risultati conciliari, Paolo VI annunciò la convocazione del Sinodo dei vescovi, come istituzione permanente della chiesa e corpo consigliante del pontefice. Escluse però dall'ambito di questo nuovo organismo la trattazione di quei problemi riservati al papa, dei quali apprestò una ridefinizione. Vennero tenuti subito diversi incontri durante il suo pontificato, alcuni memorabili, come ad esempio il Sinodo dei vescovi per l'evangelizzazione del mondo moderno, iniziato il 9 settembre 1974.
Tra la terza e la quarta sessione, il papa annunciò delle riforme imminenti nelle aree della curia romana, una revisione del diritto canonico, la regolamentazione dei matrimoni misti che coinvolgevano diverse fedi, il tema del controllo delle nascite. Aprì l'ultima sessione del concilio concelebrando con i vescovi provenienti da quei paesi dove la Chiesa era all'epoca ancora perseguitata.
Durante l'ultima fase del Concilio, Paolo VI annunciò l'apertura dei processi di canonizzazione dei suoi due immediati predecessori, papa Pio XII e papa Giovanni XXIII. Il 7 dicembre 1965 fu letta, nell'ambito del Concilio Vaticano II, la Dichiarazione comune cattolico-ortodossa che revocava le reciproche scomuniche tra le due confessioni, al fine di una riconciliazione tra la Chiesa romana e la Chiesa ortodossa. Il concilio venne concluso il giorno dopo, 8 dicembre 1965, festa dell'Immacolata Concezione.

### Riforme postconciliari
Concluso il Concilio l'8 dicembre 1965, si aprì però un periodo difficilissimo per la Chiesa cattolica, che si trovò in un periodo storico e culturale di forte antagonismo tra i difensori di un cattolicesimo tradizionale che attaccavano gli innovatori accusandoli di diffusione di ideologie marxiste, laiciste e anticlericali. La stessa società civile era attraversata da forti scontri e contrasti politici e sociali, che sfoceranno nel sessantotto in quasi tutto il mondo occidentale. Celebre in questo senso la frase del papa: «Aspettavamo la primavera, ed è venuta la tempesta».
Nel 1966 Paolo VI abolì, dopo quattro secoli, l'indice dei libri proibiti. A Natale celebrò la Messa a Firenze, ancora scossa dall'alluvione del 4 novembre, definendo il Crocifisso di Cimabue «la vittima più illustre». Nel 1967 annunciò l'istituzione della Giornata mondiale della pace, che si celebrò la prima volta il 1º gennaio 1968.
Il tema del celibato sacerdotale, sottratto al dibattito della quarta sessione del concilio, divenne oggetto di una sua specifica enciclica, la Sacerdotalis Caelibatus del 24 giugno 1967, nella quale papa Montini riconfermò quanto decretato in merito dal Concilio di Trento.
Paolo VI rivoluzionò le elezioni papali e stabilì che a 80 anni i cardinali perdessero il diritto di voto nei conclavi.
Nell'Ecclesiae Sanctae, il suo motu proprio del 6 agosto 1966, invitò tutti i vescovi a considerare la possibilità del pensionamento dopo il compimento del settantacinquesimo anno di età. Questa richiesta venne estesa anche a tutti i cardinali della Chiesa cattolica il 21 novembre 1970. Con queste due stipulazioni il papa assicurò un continuo ricambio generazionale di vescovi e cardinali e perseguì una maggiore internazionalizzazione della curia romana, sfruttando i posti rimasti vacanti da coloro che erano costretti a ritirarsi per raggiunti limiti di età.
Paolo VI conosceva bene la curia romana, avendovi lavorato dal 1922 al 1954. Egli decise dunque di condurre le proprie riforme passo dopo passo, anziché di getto. Il 1º marzo 1968, promosse una regolamentazione della curia, processo già iniziato da Pio XII e continuato da Giovanni XXIII. Il 28 marzo, con la Pontificalis Domus, e con altre costituzioni apostoliche negli anni successivi, rinnovò l'intera curia, riducendo la burocrazia.
Nel 1968, col motu proprio Pontificalis Domus, abolì molte delle vecchie funzioni della nobiltà romana alla corte papale, con l'eccezione dei ruoli dei principi assistenti al Soglio pontificio. Abolì inoltre la Guardia Palatina e la Guardia nobile: la Guardia Svizzera restò l'unico corpo militare in Vaticano.

### 1968: EnciclicaHumanae Vitae

Paolo VI bacia un Gesù bambino durante la notte di Natale

Una delle questioni più rilevanti, per la quale papa Montini stesso dichiarò di non aver mai sentito così pesanti gli oneri del suo alto ufficio, fu quella della contraccezione, con la quale si precludeva alla vita coniugale la finalità della procreazione.
Tali questioni furono trattate nella Humanae Vitae del 25 luglio 1968, la sua ultima enciclica. Il dibattito lacerante che si innestò nella società civile su queste posizioni, in un'epoca in cui il cattolicesimo vedeva sorgere fra i fedeli dei distinguo di laicismo, appannò la sua autorevolezza nei rapporti con il mondo laico. In tale frangente i suoi critici gli affibbiarono il nomignolo di Paolo Mesto.
Il Pontefice non poté mettere in disparte il problema, e per la sua gravità destinò al proprio personale giudizio lo studio di tutte le implicazioni di tipo morale legate a tale argomento.
Per avere un quadro completo, decise di avvalersi dell'ausilio di una Commissione di studio, istituita in precedenza da papa Giovanni XXIII, che egli ampliò.
La decisione era molto onerosa, soprattutto perché alcuni misero in dubbio la competenza della Chiesa su temi non strettamente legati alla dottrina religiosa. Tuttavia il Papa ribatté a queste critiche, che il Magistero ha facoltà d'intervento, oltre che sulla legge morale evangelica, anche su quella naturale: quindi la Chiesa doveva necessariamente prendere una posizione in merito.
Buona parte della Commissione di studio si mostrò a favore della "pillola cattolica" (come venne soprannominata), ma una parte di essa non condivise questa scelta, ritenendo che l'utilizzo degli anticoncezionali violasse la legge morale, poiché, attraverso il loro impiego, la coppia scindeva la dimensione unitiva da quella procreativa.
Paolo VI appoggiò questa posizione e, riconfermando quanto aveva già dichiarato papa Pio XI nell'enciclica Casti Connubii, decretò illecito per gli sposi cattolici l'utilizzo degli anticoncezionali di natura chimica o artificiale:
(Paolo VI, Humanae vitae)
Ma nella stessa, nel paragrafo Paternità responsabile, si dice:
Questa decisione di papa Montini ricevette molte critiche. Tuttavia, Paolo VI non ritrattò mai il contenuto dell'enciclica, motivando in questi termini a Jean Guitton le proprie ragioni:
(Jean Guitton, Paolo VI segreto)
Paolo VI non mancò di smentire quelle posizioni che volevano attribuire al suo operato un tono dubbioso, amletico o malinconico, asserendo che:

### Riforma liturgica
La riforma della liturgia nel corso del XX secolo era stata uno dei punti cardine fortemente voluti già da Pio XII nella sua enciclica Mediator Dei. Nel 1951 e nel 1955, i riti della Settimana santa erano stati sottoposti a revisione. Durante il pontificato di Pio XII, fu permesso l'uso della lingua volgare nei battesimi, nei funerali e in altri eventi. Il Concilio Vaticano II, non apportò modifiche al Messale Romano, ma nella costituzione Sacrosanctum Concilium richiese una «riforma generale».

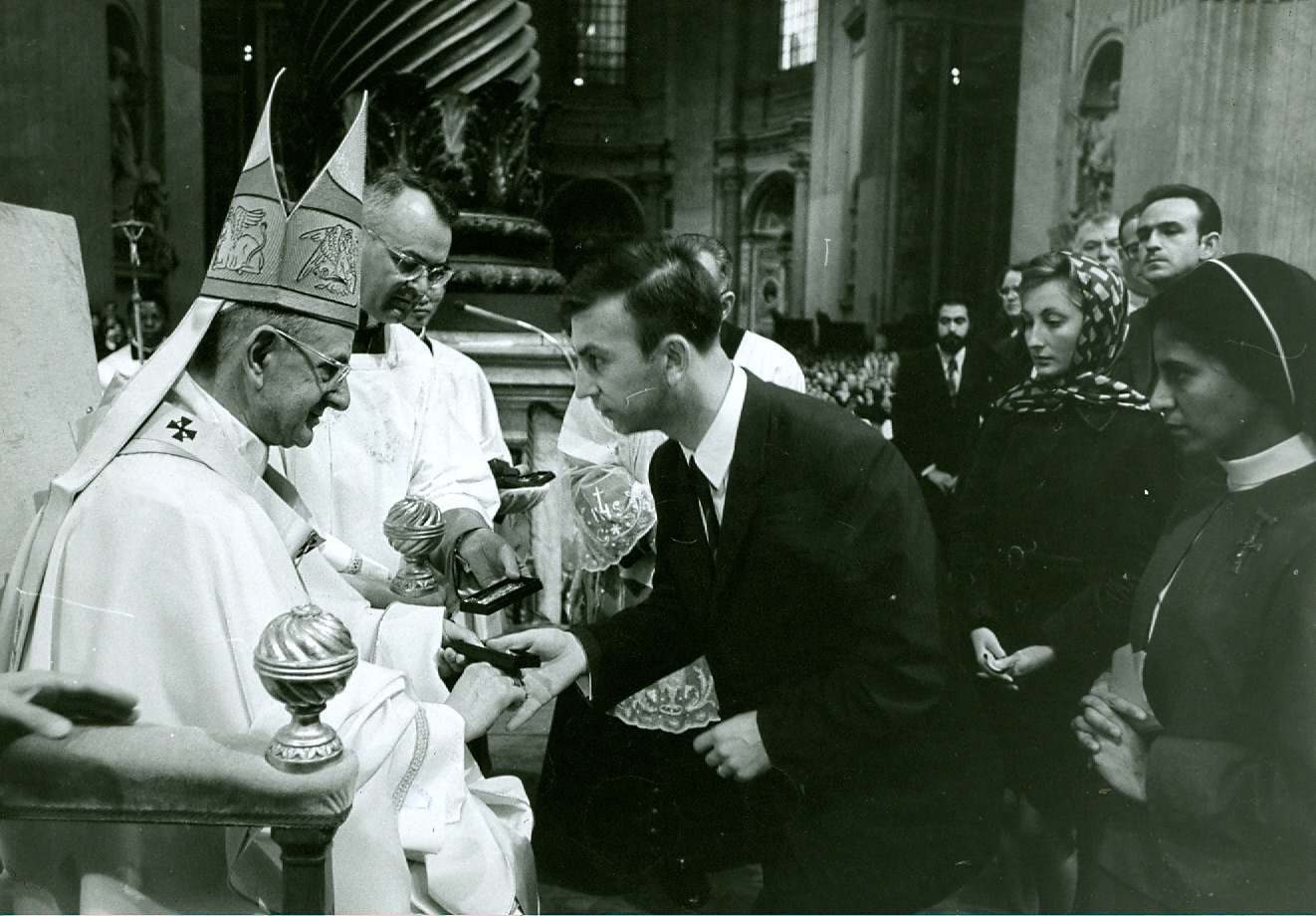
Paolo VI celebra la messa in occasione della giornata missionaria mondiale nel 1971

Nella suddetta costituzione, i padri tracciarono i principi generali della riforma: in essa si chiedeva che fossero tolte le duplicazioni presenti nei riti, fosse introdotto un numero maggiore di brani scritturali e una qualche forma di "preghiera dei fedeli", Si chiedeva: "L'uso della lingua latina, salvo diritti particolari, sia conservato nei riti latini. Dato però che, sia nella messa che nell'amministrazione dei sacramenti, sia in altre parti della liturgia, non di rado l'uso della lingua nazionale può riuscire di grande utilità per il popolo, si conceda alla lingua nazionale una parte più ampia, specialmente nelle letture e nelle ammonizioni, in alcune preghiere e canti". E si affidava "alla competente autorità ecclesiastica territoriale" (la conferenza episcopale) la decisione "circa l'ammissione e l'estensione della lingua nazionale". Riguardo alla musica liturgica, si dichiarò: "La Chiesa riconosce il canto gregoriano come canto proprio della liturgia romana; perciò nelle azioni liturgiche, a parità di condizioni, gli si riservi il posto principale. Gli altri generi di musica sacra, e specialmente la polifonia, non si escludono affatto dalla celebrazione dei divini uffici, purché rispondano allo spirito dell'azione liturgica, a norma dell'art. 30" (articolo che riguarda la partecipazione attiva dei fedeli).
La notte di Natale del 1968 Paolo VI si recò a Taranto e celebrò la messa di mezzanotte nelle acciaierie dell'Italsider: fu la prima volta che la messa di Natale venne celebrata in un impianto industriale (evento documentato dal breve filmato di Franco Morabito intitolato L'acciaio di Natale). Con questo gesto il pontefice volle rilanciare l'amicizia tra Chiesa e mondo del lavoro in tempi difficili.
Nella costituzione conciliare Sacrosanctum Concilium il Concilio Vaticano II aveva chiesto al Papa di rivedere le norme e i testi liiturgici del rito romano. Fra le revisioni da lui compiute ci sono stati:
- i riti dell'ordinazione di un diacono, un sacerdote e un vescovo[38][39] (18 giugno 1968);
- il Calendario romano generale[40][41] (14 febbraio 1969);
- il Messale Romano rinnovato a norma del decreto del Concilio Ecumenico Vaticano II[42][43] (3 aprile 1969);
- il rito del battesimo dei bambini[44] (15 maggio 1969);
- il rito funebre[45] (15 agosto 1969);
- il rito della professione di una religiosa[46] (2 febbraio 1970);
- la Liturgia Horarum, in successione al Breviarium Romanum[47][48] (1º novembre 1970);
- il rito del sacramento della cresima[49][50] (15 agosto 1971);
- la disciplina della prima tonsura, degli ordini minori e del suddiaconato[51][52] (15 agosto 1972);
- il rito dell'unzione degli infermi[53][54] (30 novembre 1972).

### Attentato
Il 27 novembre 1970, nel corso del viaggio nel Sud-est asiatico, appena atterrato all'aeroporto di Manila, capitale delle Filippine, il pontefice fu vittima di un attentato da parte del pittore boliviano Benjamín Mendoza y Amor Flores, il quale si scagliò contro Paolo VI brandendo un kriss e riuscì a ferirlo al costato, per poi essere bloccato dal pronto intervento del segretario personale Pasquale Macchi, che evitò il peggio.
Le due magliette insanguinate indossate dal Papa al momento dell'attentato sono conservate in due reliquiari realizzati dalla scuola di arte sacra Beato Angelico di Milano e sono state donate una all'arcidiocesi di Milano e l'altra a quella di Brescia, la quale è stata esposta durante la cerimonia della sua beatificazione.
Nella cattedrale di Manila è conservata la croce astile (opera dello scultore Felice Mina) dono di Sua Santità in segno di riconoscimento.

### Ultimi anni di pontificato

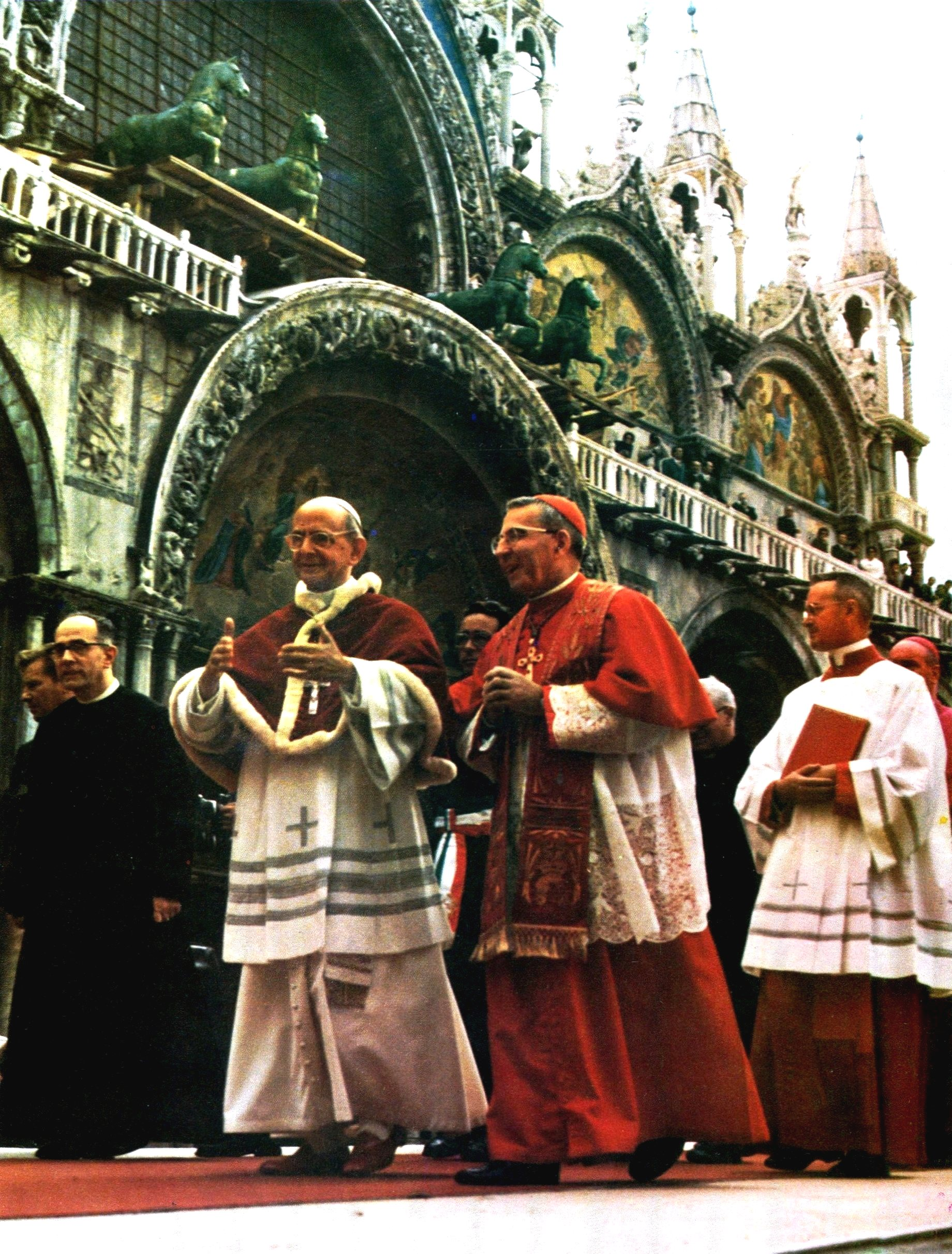
Paolo VI in visita a Venezia nel 1972 con il patriarca Albino Luciani (poi divenuto pontefice con il nome di Giovanni Paolo I). Da notare la stola papale posta sulle spalle del patriarca da Paolo VI poco prima

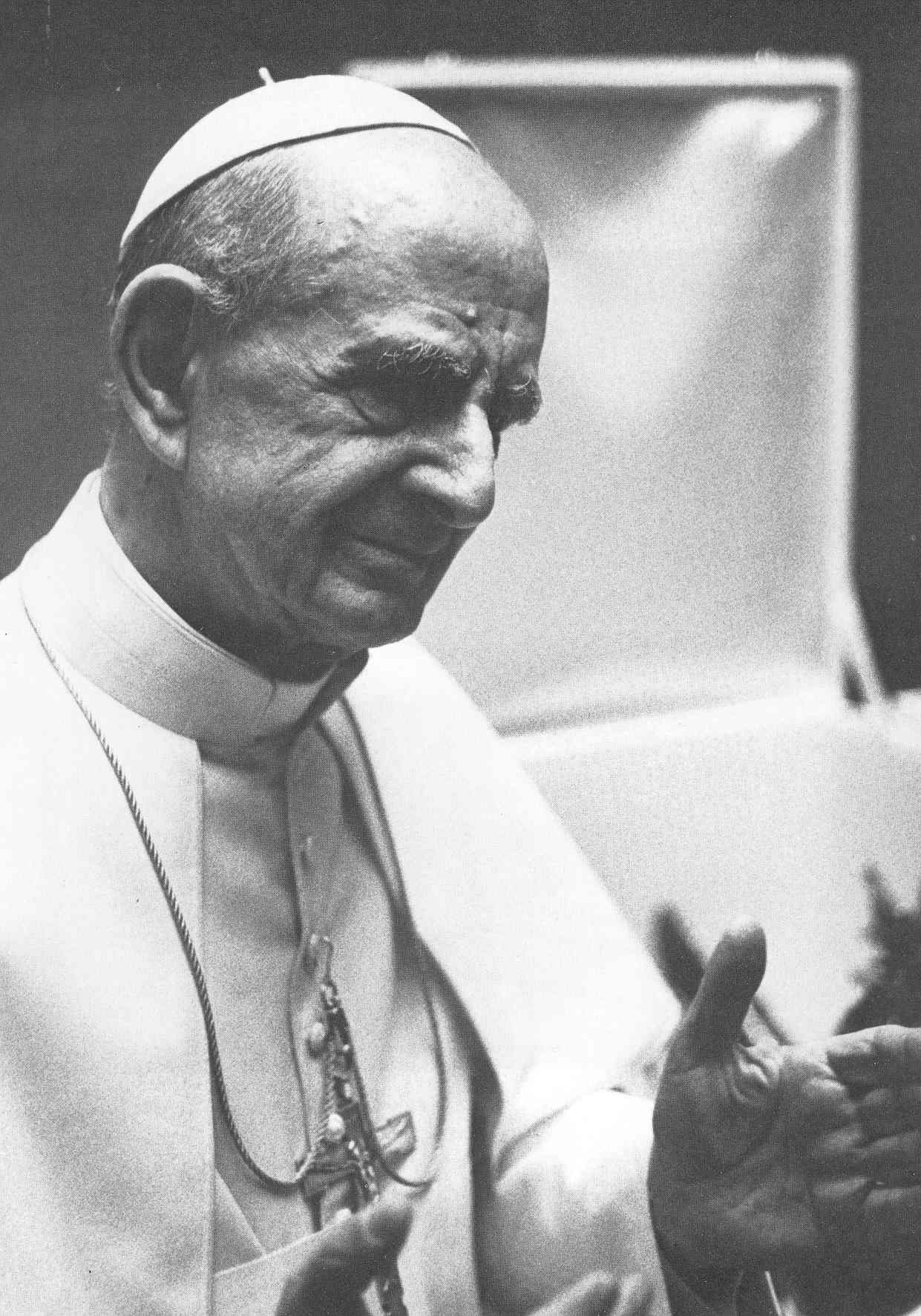
Paolo VI nel 1977

Il 4 ottobre 1970 Paolo VI proclamò dottore della Chiesa santa Caterina da Siena, prima donna nella storia della Chiesa a ricevere questo titolo.
Il 16 settembre del 1972 Paolo VI fece una breve visita pastorale a Venezia, durante la quale incontrò l'allora patriarca Albino Luciani e celebrò la messa in piazza San Marco. Al termine della celebrazione papa Montini si tolse la stola papale, la mostrò alla folla e davanti alla piazza, con un gesto che sembrava quello di un'investitura, la mise sulle spalle del patriarca Luciani, visibilmente imbarazzato. Il gesto del Pontefice non fu ripreso dalle telecamere, che avevano già chiuso il collegamento, ma fu documentato da numerose fotografie. Quell'anno celebrò anche la messa di Natale a Ponzano tra i minatori, rispondendo a un invito del parroco.
Il 24 dicembre 1974 Paolo VI inaugurò l'Anno santo del 1975, la cui dedica fu "Rinnovamento e Riconciliazione". La cerimonia di apertura della porta santa, trasmessa in diretta televisiva con la regia di Franco Zeffirelli, fu l'ultima a prevedere l'abbattimento fisico del muro di chiusura, simbolicamente praticato dal pontefice mediante un piccone; nel corso della manovra, dall'architrave si staccarono pesanti calcinacci, che caddero a poca distanza dal papa. A seguito di questo inconveniente, già nella cerimonia di chiusura venne eliminato il rito della suggellatura con cazzuola, calce e mattoni: Paolo VI si limitò infatti a chiudere a chiave i due battenti e dal Giubileo straordinario del 1983 la demolizione del muro venne praticata prima dell'apertura dei battenti. Alla chiusura dell'Anno santo, nell'Epifania 1976, papa Montini fece un forte gesto di valore ecumenico, baciando in segno di umiltà i piedi al metropolita ortodosso Melitone, capo della delegazione del patriarcato di Costantinopoli.
Paolo VI fu il papa che rimosse la maggior parte degli ornamenti che contraddistinguevano lo splendore di cui nei secoli si era rivestito il soglio pontificio. Nel 1975 con la costituzione apostolica Romano Pontifici Eligendo, in occasione dell'inaugurazione del ministero petrino, semplificò e modificò sostanzialmente il protocollo dell'incoronazione papale. Il suo successore, Giovanni Paolo I, la abolì del tutto in favore della messa di inizio del pontificato. Montini fu quindi l'ultimo papa a essere incoronato di fronte ai fedeli.
Il 29 dicembre 1975 la Congregazione per la dottrina della fede, con il documento della Persona Humana, dichiarava contrarie all'etica della fede l'omosessualità e altre pratiche sessuali.. Tale atto suscitò la protesta dello scrittore francese Roger Peyrefitte, cristiano ma apertamente omosessuale ed autore del libro Le amicizie particolari. In un articolo al settimanale Tempo, Peyrefitte tacciò il Papa di ipocrisia, affermando che - in base ad informazioni riservate ottenute da persone dell'alta nobiltà italiana - Paolo VI alla fine degli anni cinquanta, quando era ancora arcivescovo di Milano, avrebbe avuto una relazione omosessuale con un giovane attore cinematografico. Durante l'Angelus della Domenica delle Palme del 4 aprile 1976, Paolo VI smentì pubblicamente tali accuse, denunciando "Le cose calunniose e orribili che sono state dette sulla Nostra santa persona...". In tutto il mondo furono organizzate veglie di preghiera per il Papa. In seguito il giornalista Paul Hofmann, corrispondente a Roma del New York Times, riprese le dichiarazioni di Peyrefitte e aggiunse che l'amante del Papa sarebbe stato l'attore Paolo Carlini.

Il 17 settembre 1977 Paolo VI si recò nella città di Pescara in occasione del Congresso Eucaristico Nazionale. Fu una delle sue ultime visite fuori dal territorio romano, ma rimase impressa nel ricordo dei presenti per un curioso avvenimento. In un'intervista rilasciata in occasione del XXX anniversario di quell'evento, mons. Antonio Iannucci, allora titolare dell'arcidiocesi di Pescara-Penne, così ricorda l'arrivo del Pontefice sul luogo previsto per le Celebrazioni Eucaristiche (la grande Rotonda in riva al mare): 

Il giornalista Giuseppe Montebello racconta l'accaduto con maggiore dovizia di particolari: 

Paolo VI legge il suo discorso in occasione del rito funebre in memoria di Aldo Moro

Durante il sequestro Moro, il 16 aprile 1978 Paolo VI implorò personalmente e pubblicamente, con una lettera diffusa su tutti i quotidiani nazionali il 21 aprile, la liberazione "senza condizioni" dello statista e caro amico Aldo Moro, rapito dagli "uomini delle Brigate Rosse" alcune settimane prima.
A nulla valsero le sue parole: il cadavere di Aldo Moro fu ritrovato il 9 maggio 1978, nel bagagliaio di una Renault 4 di colore rosso, in via Caetani a Roma, a pochi metri dalle sedi della Democrazia Cristiana e del Partito Comunista Italiano.

Paolo VI all'uscita dall'udienza generale del 29 giugno 1978, un mese prima della morte

La salma di Moro fu portata dalla famiglia a Torrita Tiberina per un funerale riservatissimo, ma il 13 maggio, nella Basilica di San Giovanni in Laterano, alla presenza di tutte le autorità politiche, si celebrò un rito funebre in suffragio dell'onorevole, al quale prese parte anche il Pontefice. Ci fu chi eccepì, soprattutto nella Curia, che la partecipazione di un papa a una messa esequiale privata, soprattutto se di un uomo politico, non rientrasse nella tradizione (fu citato, in proposito, il caso di papa Alessandro VI, che non partecipò nemmeno ai funerali del figlio Giovanni), ma Paolo VI non mostrò interesse verso queste critiche; provato dall'evento, recitò un'omelia ritenuta da alcuni una delle più alte nell'omiletica della Chiesa moderna. Questa omelia inizia con un profondo rammarico, ma prosegue affidandosi nuovamente alla misericordia del Padre:

### Morte

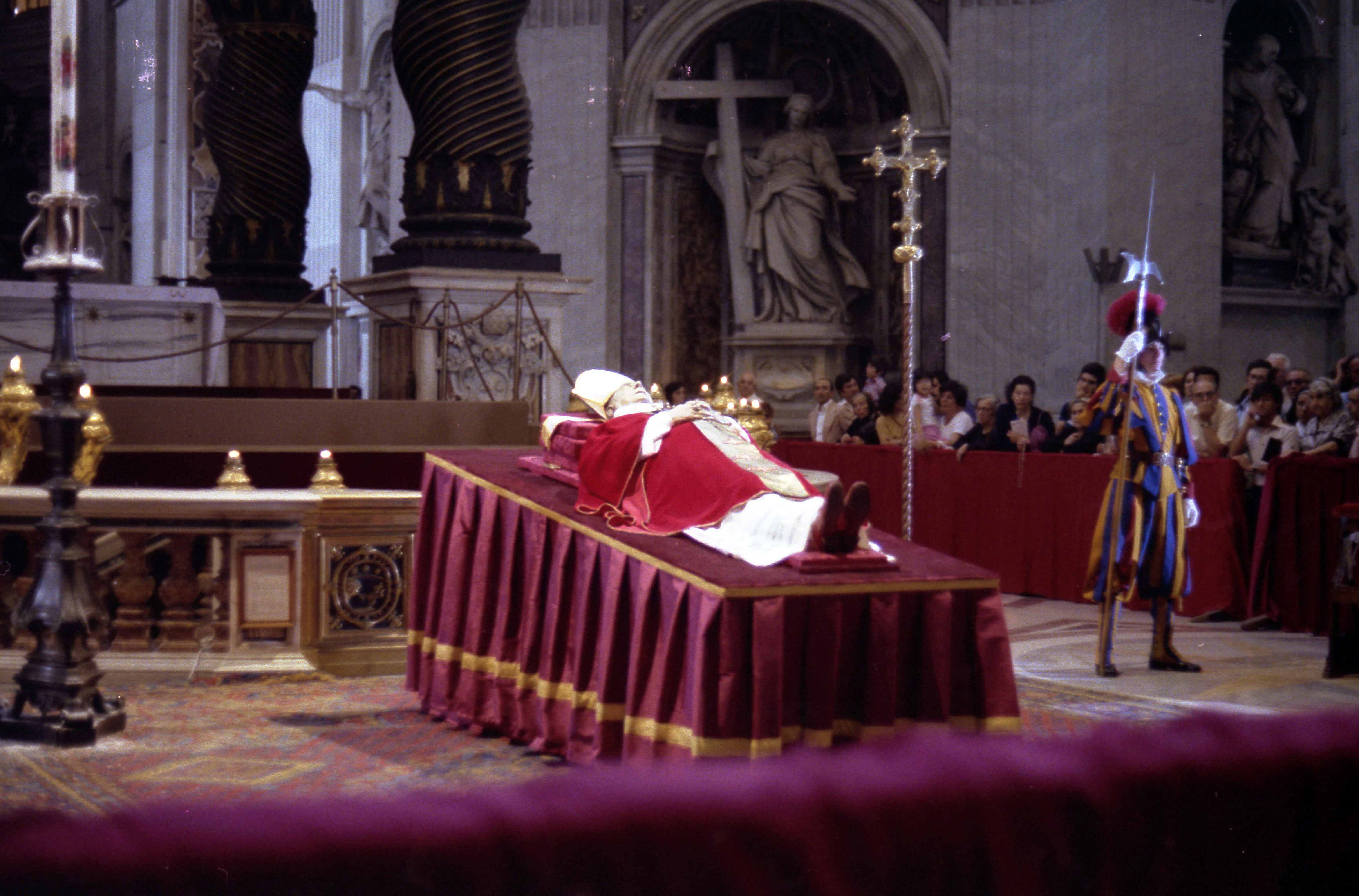
La salma di papa Paolo VI esposta nella basilica Vaticana

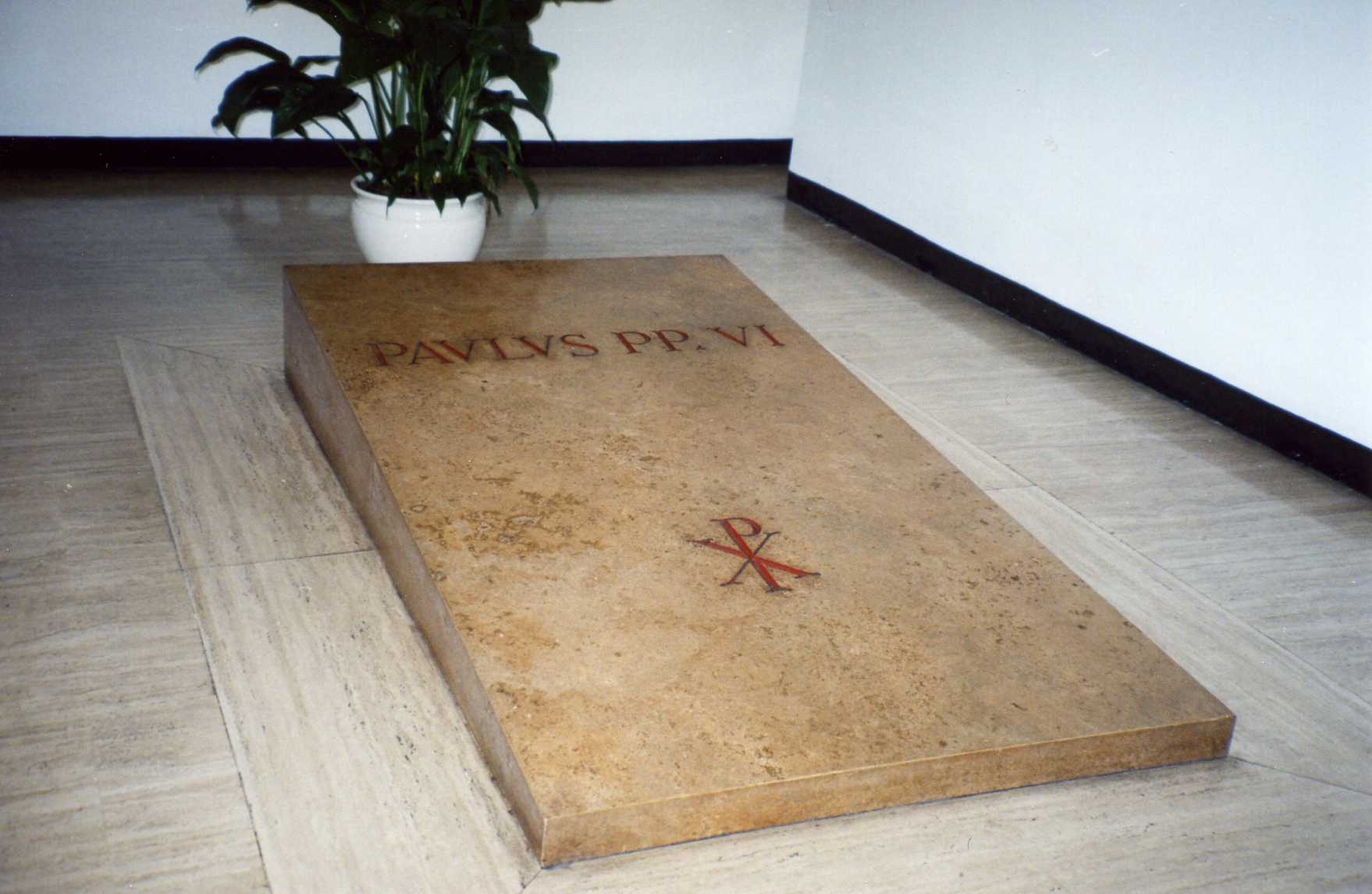
La tomba di Paolo VI nelle Grotte Vaticane prima della beatificazione

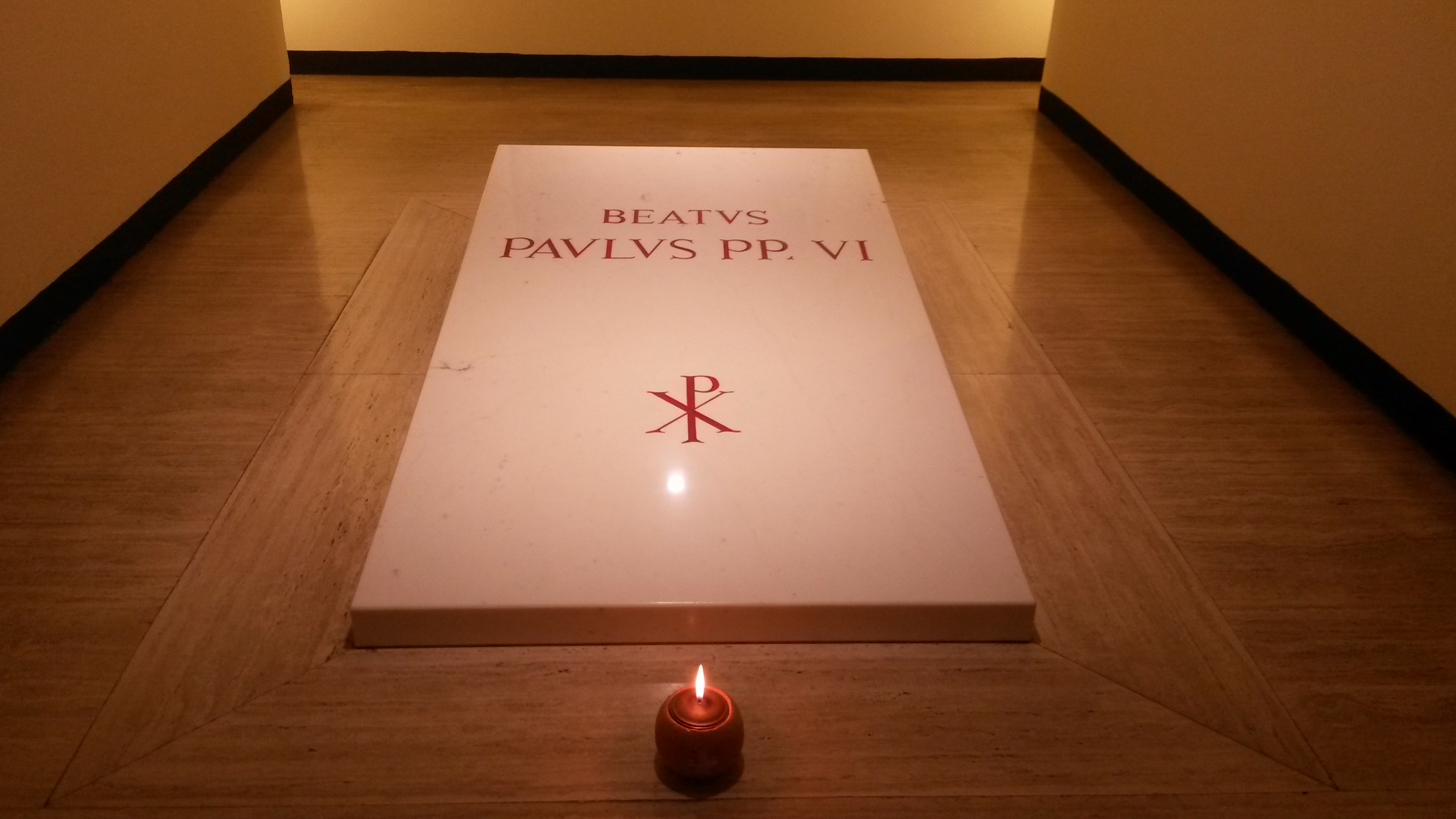
La tomba di Paolo VI nelle Grotte Vaticane dopo la beatificazione

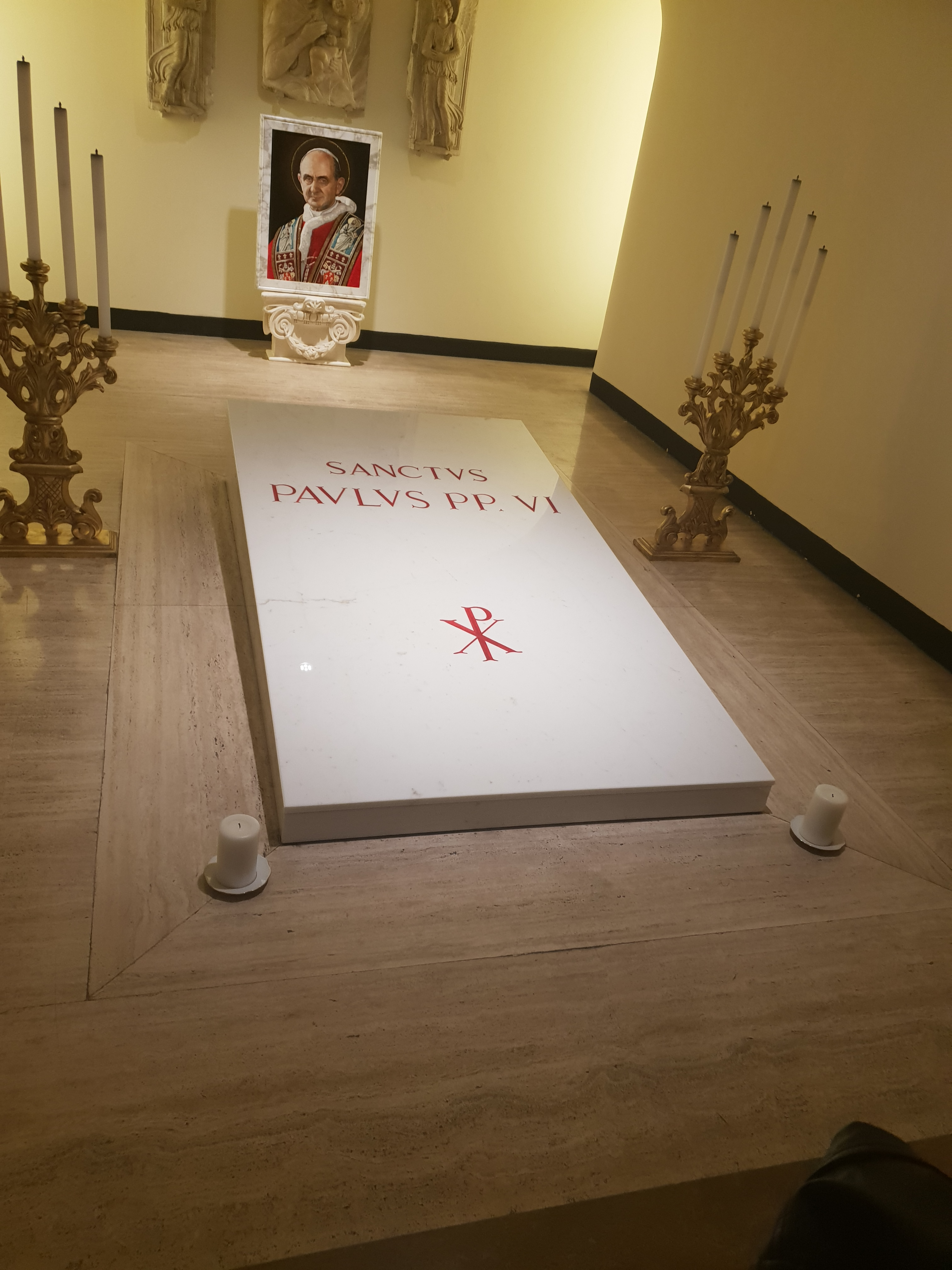
La nuova tomba di Paolo VI nelle Grotte Vaticane dopo la canonizzazione

Da una parte, Paolo VI appoggiò l'"aggiornamento" e la modernizzazione della Chiesa, ma dall'altra, come tenne a sottolineare il 29 giugno 1978, in un bilancio a poche settimane dalla morte, la sua azione pontificale aveva tenuto quali punti fermi la "tutela della fede" e la "difesa della vita umana".
Tra la primavera e l'estate del 1978 il suo stato di salute si deteriorò progressivamente; Paolo VI si spense alle 21:40 del 6 agosto 1978, nella residenza di Castel Gandolfo, a causa di un edema polmonare, all'età di 80 anni.
Lasciò un testamento, scritto il 30 giugno 1965, con due successive lievi aggiunte; esso fu reso noto cinque giorni dopo la morte, l'11 agosto. In esso egli confida le sue paure, la sua esperienza di vita, le sue debolezze, ma anche le sue gioie per una vita donata al servizio di Cristo e della Chiesa.
(Paolo VI, Testamento)
Nelle sue ultime disposizioni, Paolo VI chiese che le esequie pontificali fossero fortemente semplificate e prive di fasti:
(Paolo VI, Testamento)
La salma, rivestita senza sfarzo (una semplice casula rossa, pallio, mitra e camice bianchi, mocassini rossi), dopo un primo omaggio riservato agli intimi e alle autorità, venne ricondotta in Vaticano il 9 agosto ed esposta per tre giorni all'omaggio dei fedeli dinnanzi al baldacchino di San Pietro: sempre su indicazioni testamentarie, l'ostensione non avvenne su un alto catafalco (come da prassi secolare), ma su un basso cataletto. Complice la calura estiva e un intervento conservativo inappropriato, il corpo di papa Montini palesò presto i sintomi della decomposizione.
Innovativa e sobria fu anche la messa esequiale, celebrata il 12 agosto, per la prima volta non nella basilica petrina ma in Piazza San Pietro: la salma venne ricomposta in una bara semplicissima, di legno chiaro, che fu deposta a terra sul sagrato; sopra di essa venne posto un Vangelo aperto. Terminata la cerimonia, la cassa, inserita in altre due casse di zinco e legno, fu tumulata nelle Grotte Vaticane.
Fu la prima volta da secoli che il funerale di un pontefice si svolse con un rito così sobrio: i suoi tre immediati successori, che non mancheranno di richiamarsi a Paolo VI e di citarlo come loro guida spirituale, si conformeranno a tali novità.

## Un papa riservato

Paolo VI nel 1970

In confronto a Giovanni XXIII, che aveva goduto di una popolarità d'ampiezza internazionale, Paolo VI, per quanto molto amico del predecessore, ebbe un'immagine pubblica diversa, apparendo spesso molto distaccato. Se papa Roncalli sembrò in molte situazioni gioviale e spontaneo, papa Montini si mostrò alla pubblica opinione dignitoso e riflessivo, a volte austero e controllato.
Serrato tra i pontefici delle masse, come il suo predecessore e Giovanni Paolo II, Paolo VI si distinse per il suo comportamento pacato e signorile e fu più preoccupato della riflessione, della formazione e del dialogo culturale che dei gesti semplificati e d'effetto imposti o suggeriti dalla società di massa.

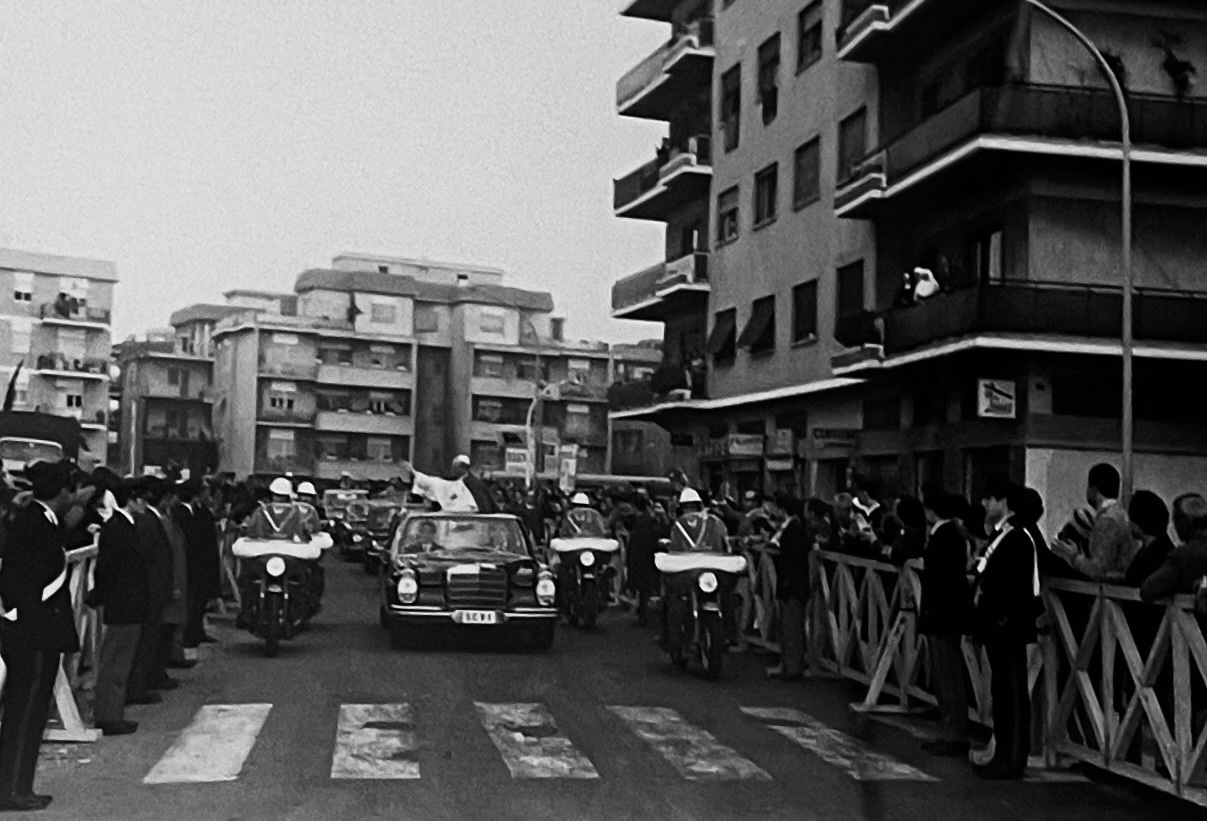
Papa Paolo VI visita il quartiere Balduina di Roma

Dovette comunque attuare e ampliare le innovazioni cominciate da Roncalli, incontrando gravi difficoltà. Pesò in questo, oltre all'indole stessa del papa, anche la sua intrinseca tendenza alla moderazione, al dialogo e all'equidistanza, che lo portò a essere talvolta poco gradito alle diverse tendenze culturali, politiche e teologiche.
Papa Montini aveva appreso dai suoi studi diplomatici l'attitudine alla mediazione, all'attesa della fisiologica sedimentazione delle emergenze; egli sembrò a qualcuno un valente temporeggiatore, secondo un'antica tradizione curiale. Non di rado la sua figura apparve alle opposte fazioni viziata da una sorta di timore della conflittualità e racchiusa in un'altera rarefazione, che sfuggiva lo scontro frontale, da molti ritenuto inevitabile, con le opposizioni: che, su fronti distinti, presentavano riserve fra loro antagoniste, e nessuna di poco conto. Da una parte vi erano gli ambienti dell'estremismo liberale, contrari alla dottrina tradizionale riaffermata da Paolo VI fra l'altro sul controllo delle nascite e in genere in materia morale, sul celibato sacerdotale, sull'eucaristia; dall'altra i conservatori e i tradizionalisti, della cui corrente estrema fu esponente di punta monsignor Marcel Lefebvre, che rimproverava al papa di tradire secoli d'insegnamento cristiano, affossando non solo la Messa tridentina, ma l'intera Tradizione della Chiesa.
Testimonianze di coloro che lo conobbero più da vicino lo descrissero come un uomo colto e brillante, profondamente spirituale, umile e riservato, di "cortesia infinita", fedele alle amicizie, di grande e ricca umanità. Intellettuale raffinato, diplomatico e politico avvezzo all'equilibrio e al dialogo paziente, aristocratico di vecchia scuola italiana ed europea, dalla spiritualità tormentata e sottile, papa Montini non poteva essere pienamente apprezzato nel clima, di estrema semplificazione e saturo di emotività, della società e cultura di massa.

## Centro Internazionale di Studi dell'Istituto Paolo VI
Subito dopo la sua scomparsa per conservare il ricordo della personalità di Paolo VI l'Opera per l'Educazione Cristiana di Brescia avanzò la proposta di fondare una specifica istituzione, al fine di promuovere lo studio scientifico e storico della figura di papa Montini: per delibera del vescovo di Brescia e con riconoscimento giuridico del Presidente della Repubblica, nacque nel 1978 l'Istituto internazionale di studi e documentazione Paolo VI.
Giovanni Paolo II, ricevendo in udienza i Comitati dell'Istituto il 26 maggio 1980, li esortò a studiare e approfondire la conoscenza del pensiero e della vita di Paolo VI, asserendo che:
Questo importante centro è al giorno d'oggi la sede principale, a livello mondiale, per lo studio della vita, degli anni e delle opere di Paolo VI, con una biblioteca specializzata (in costante aggiornamento) e un vastissimo archivio di autografi paolini editi e inediti, donati in maggior parte da mons. Pasquale Macchi, ex segretario personale di Paolo VI e suo esecutore testamentario.
Inoltre l'Istituto promuove colloqui e giornate di studio e cura la traduzione delle opere montiniane in diverse lingue. Nel 2009 l'Istituto ha trasferito la propria sede da Brescia a Concesio. Dopo la scomparsa di Giuseppe Camadini, attuale Presidente dell'Istituto è don Angelo Maffeis. La casa editrice ufficiale dell'Istituto è la romana Studium.

## Paolo VI nel ricordo dei suoi successori
I tre immediati successori di Paolo VI furono da lui stesso elevati al rango cardinalizio: Albino Luciani (5 marzo 1973), Karol Wojtyła (26 giugno 1967) e Joseph Ratzinger (27 giugno 1977).

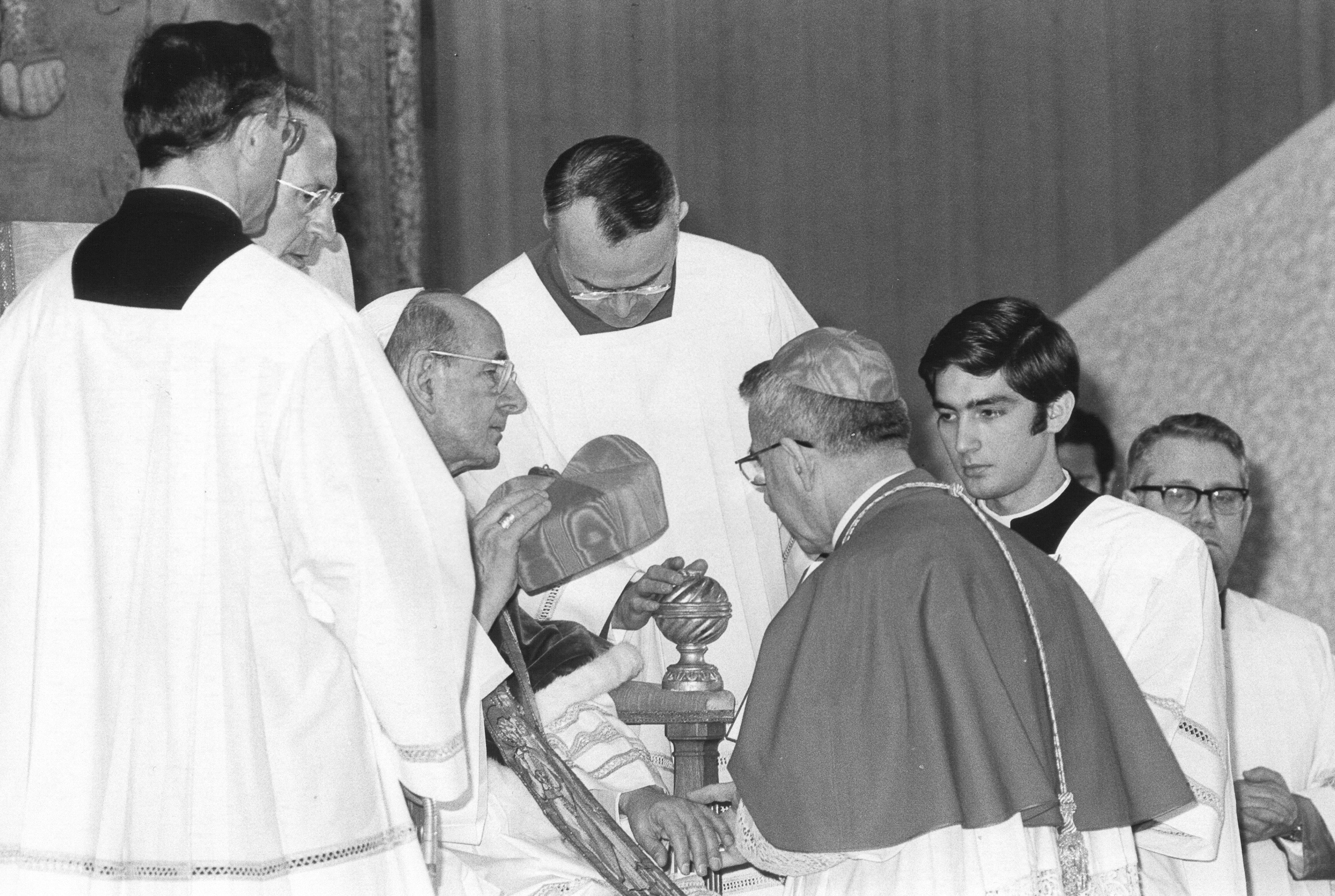
Paolo VI impone la berretta cardinalizia ad Albino Luciani

Con queste parole hanno ricordato l'illustre predecessore:
(Giovanni Paolo I, Udienza generale, 6 settembre 1978)
(Giovanni Paolo II, Angelus 3 agosto 1980)
(Giovanni Paolo II, Angelus, 10 agosto 1980)

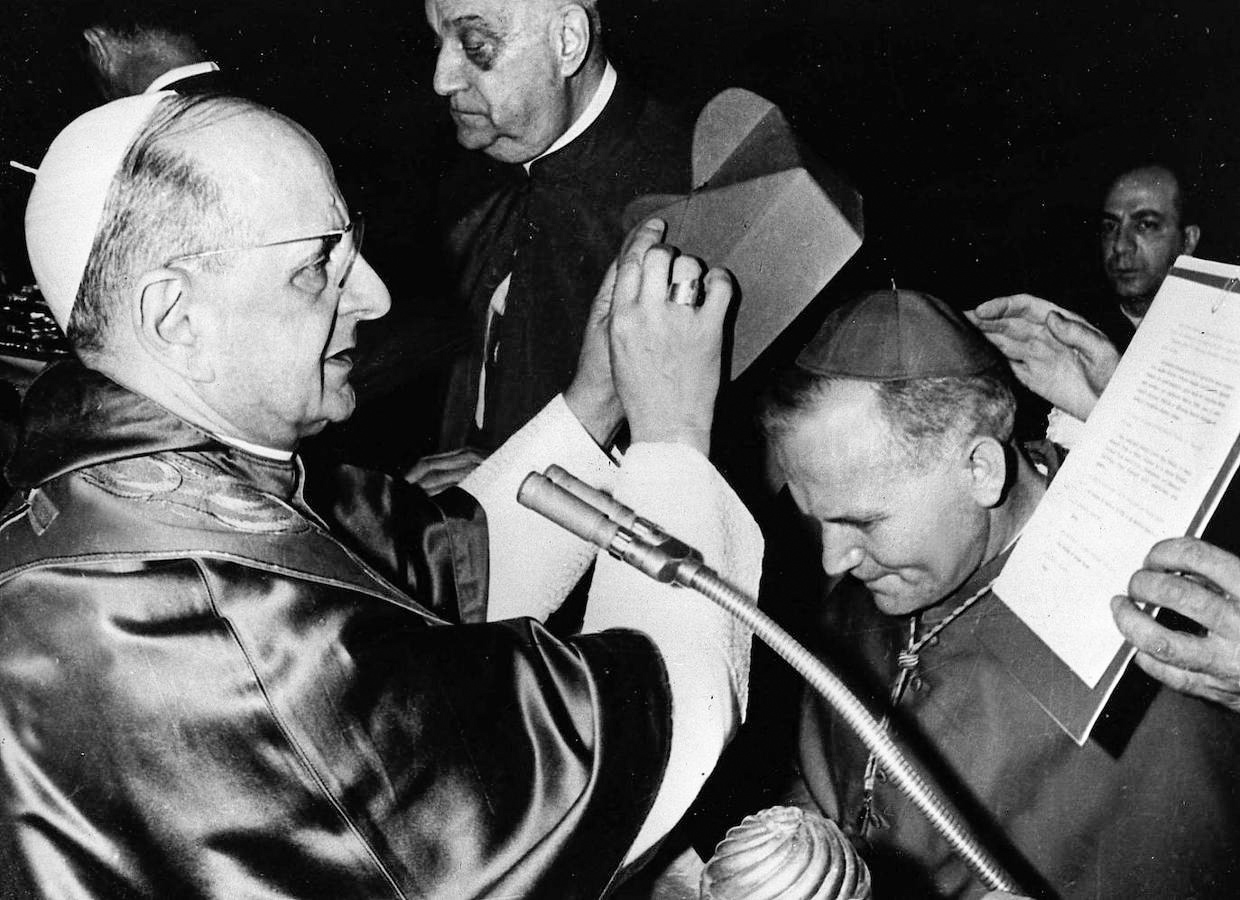
Paolo VI impone la berretta cardinalizia a Karol Wojtyła

Paolo VI consegna l'anello cardinalizio a Joseph Ratzinger

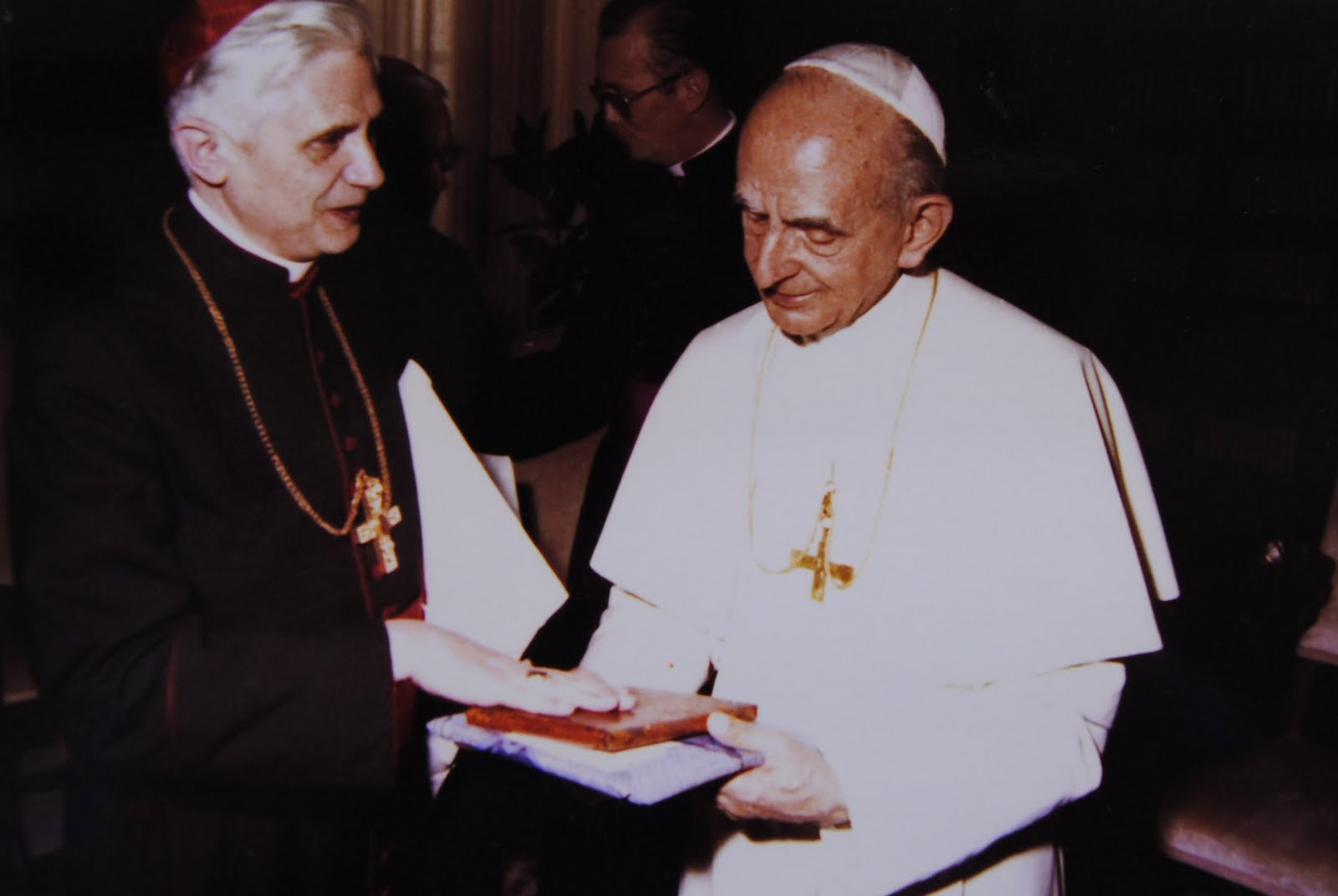
Il cardinale Ratzinger (futuro Benedetto XVI) con papa Montini

Quale supremo Pastore della Chiesa, Paolo VI guidò il popolo di Dio alla contemplazione del volto di Cristo, Redentore dell'uomo e Signore della storia. E proprio l'amorevole orientamento della mente e del cuore verso Cristo fu uno dei cardini del Concilio Vaticano II, un atteggiamento fondamentale che il venerato mio predecessore Giovanni Paolo II ereditò e rilanciò nel grande Giubileo del 2000.
Al centro di tutto, sempre Cristo: al centro delle Sacre Scritture e della Tradizione, nel cuore della Chiesa, del mondo e dell'intero universo. La Divina Provvidenza chiamò Giovanni Battista Montini dalla Cattedra di Milano a quella di Roma nel momento più delicato del Concilio, quando l'intuizione del beato Giovanni XXIII rischiava di non prendere forma.
Come non ringraziare il Signore per la sua feconda e coraggiosa azione pastorale? Man mano che il nostro sguardo sul passato si fa più largo e consapevole, appare sempre più grande, direi quasi sovrumano, il merito di Paolo VI nel presiedere l'Assise conciliare, nel condurla felicemente a termine e nel governare la movimentata fase del post-Concilio.
Potremmo veramente dire, con l'apostolo Paolo, che la grazia di Dio in lui “non è stata vana” (cfr 1 Cor 15,10): ha valorizzato le sue spiccate doti di intelligenza e il suo amore appassionato alla Chiesa e all'uomo. Mentre rendiamo grazie a Dio per il dono di questo grande papa, ci impegniamo a far tesoro dei suoi insegnamenti.»
(Benedetto XVI, Angelus, 3 agosto 2008, in occasione del trentennale della scomparsa di papa Montini)

## Processo di canonizzazione e culto

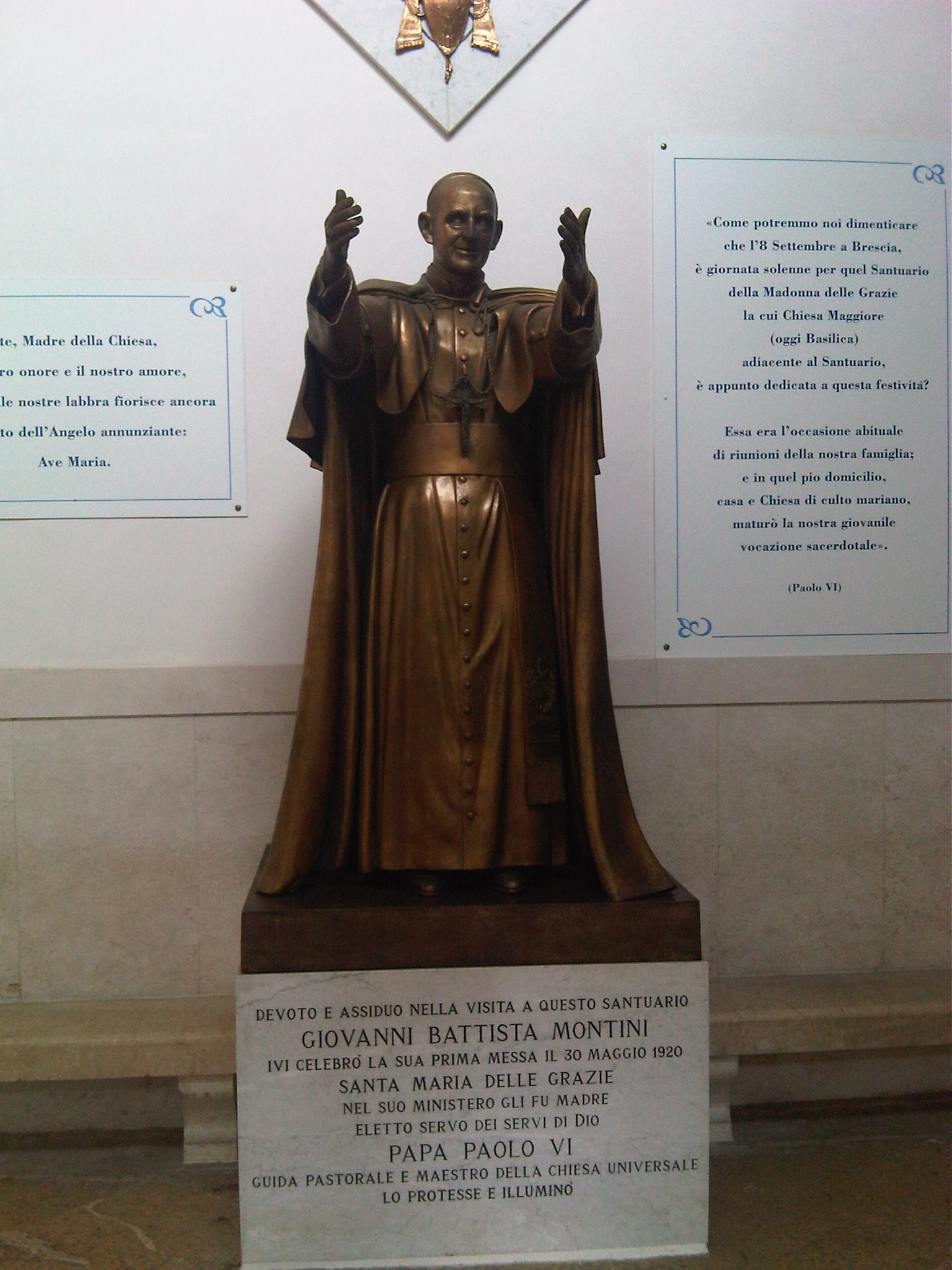
Statua di Paolo VI nel chiostro del Santuario della Madonna delle Grazie di Brescia, dove don Giovanni Battista Montini celebrò la sua prima messa il 30 maggio 1920

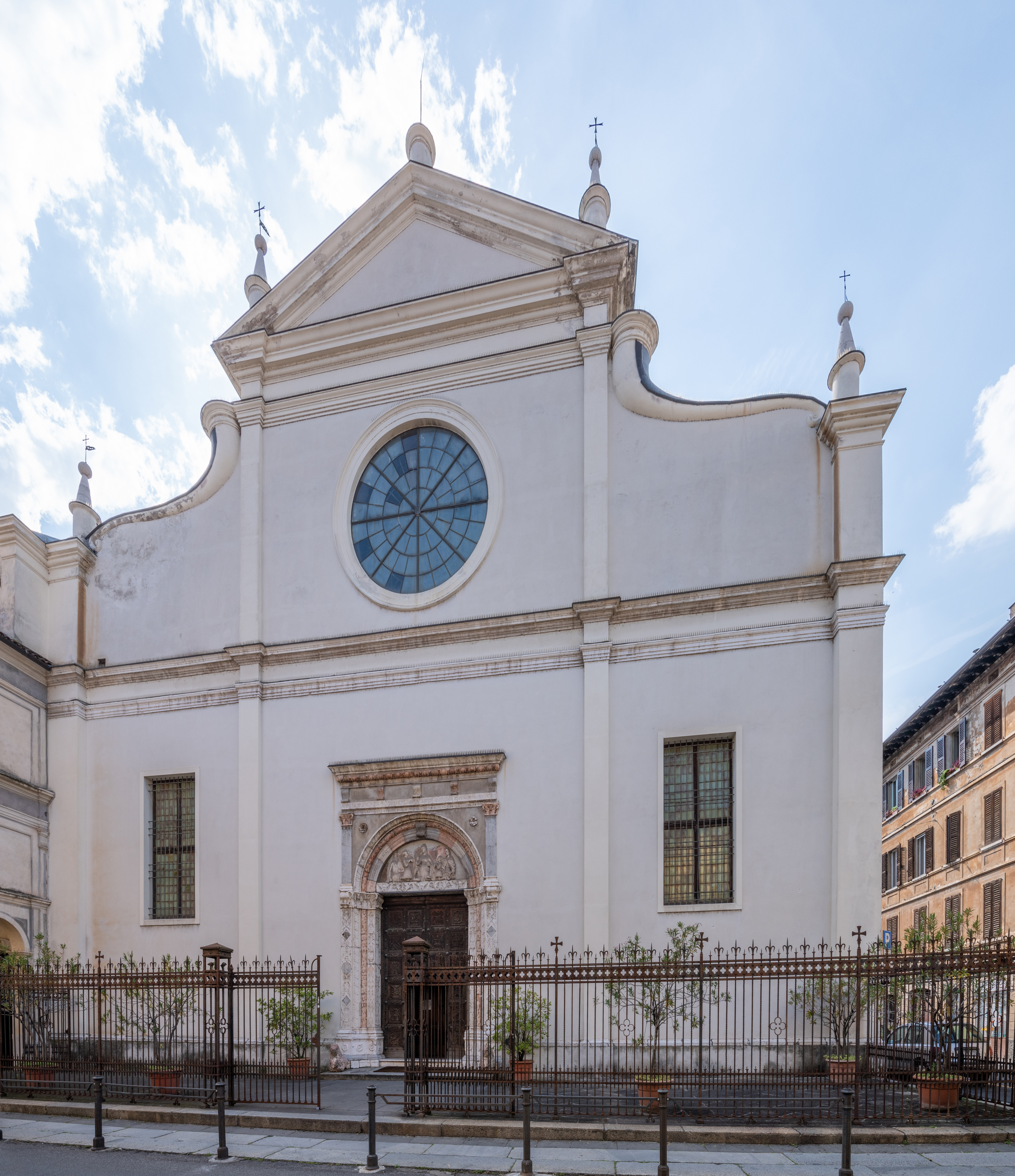
Facciata della basilica accanto al santuario della Madonna delle Grazie

Per volere di papa Giovanni Paolo II, l'11 maggio 1993 il cardinale Camillo Ruini, allora vicario per la città di Roma, aprì il processo diocesano per la causa di beatificazione di Paolo VI, dichiarandolo quindi servo di Dio.
Il 10 dicembre 2012 la consulta della Congregazione delle Cause dei Santi espresse formalmente il suo parere favorevole al proseguimento della causa. Il 20 dicembre 2012 papa Benedetto XVI, ricevendo in udienza privata il cardinale Angelo Amato, S.D.B., prefetto della Congregazione delle Cause dei Santi, autorizzò la medesima congregazione a promulgare il decreto riguardante le sue virtù eroiche, e così Paolo VI assunse il titolo di venerabile.
Successivamente furono vagliate alcune guarigioni attribuite alla sua intercessione, per giungere al riconoscimento del miracolo che gli avrebbe consentito di essere proclamato beato. La sede diocesana della causa di beatificazione si trovava presso il santuario di Santa Maria delle Grazie a Brescia. Come postulatore e referente fu scelto il padre redentorista Antonio Marrazzo.

Il 6 maggio 2014 fu diffusa la notizia dell'imminente beatificazione, essendo stato attribuito a papa Montini il miracolo della guarigione, scientificamente inspiegabile, avvenuta negli Stati Uniti nel 2001, di un feto al quinto mese di gravidanza, in condizioni critiche per la rottura della vescica fetale, la presenza di liquido nell'addome e l'assenza di liquido nel sacco amniotico. I medici consigliarono l'interruzione della gravidanza, sostenendo il rischio di morte del piccolo o di gravissime malformazioni future, ma la madre rifiutò e si rivolse in preghiera all'intercessione di Montini. Il parto avvenne tre mesi dopo con taglio cesareo ed il neonato, contrariamente a qualsiasi previsione, risultò essere in buone condizioni. 

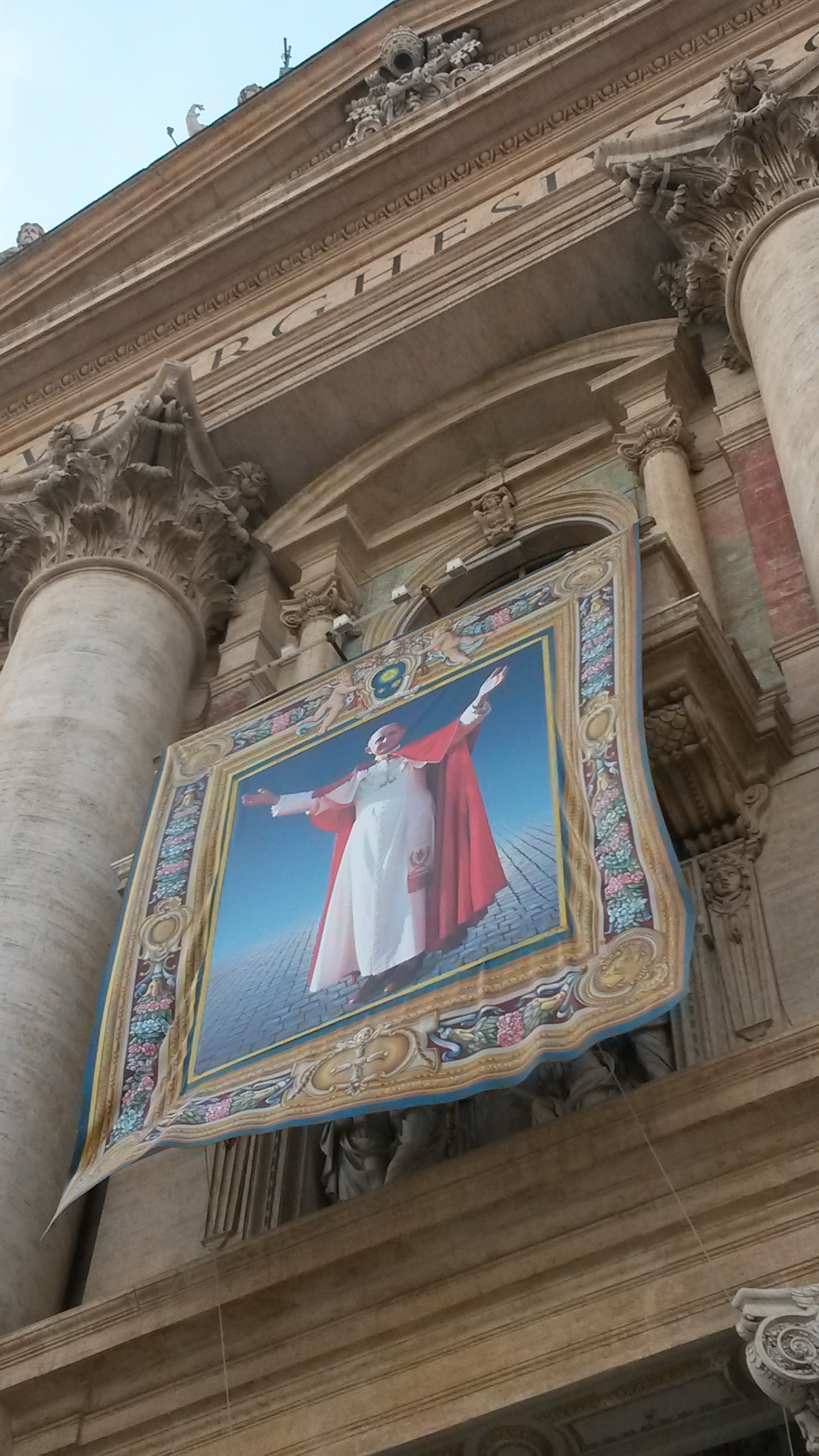
Arazzo di Paolo VI esposto sulla facciata della basilica di San Pietro in occasione della beatificazione

Paolo VI fu beatificato il 19 ottobre 2014 da papa Francesco, in una celebrazione tenutasi in piazza San Pietro a conclusione del sinodo straordinario dei vescovi sulla famiglia. Inizialmente fu stabilito come data della sua ricorrenza il 26 settembre, giorno della sua nascita.

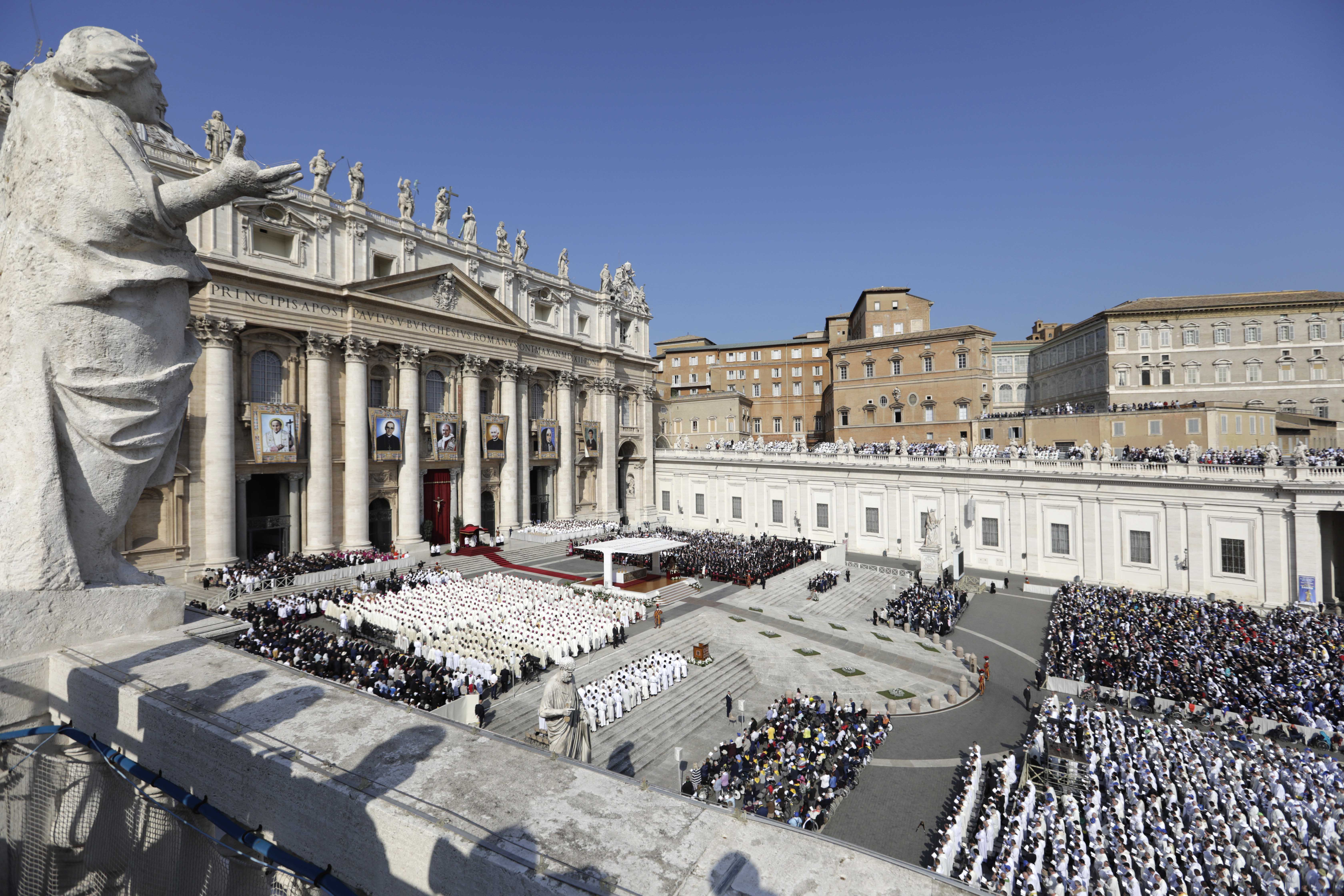
Un momento della canonizzazione (14 ottobre 2018)

Il 6 marzo 2018, papa Francesco riconobbe un secondo miracolo avvenuto per intercessione di Paolo VI, anche questa volta riguardante un feto: Vanna Pironato, infermiera quarantenne dell'ospedale di Legnago, e il marito Alberto Tagliaferro erano in attesa della nascita della loro figlia, che avevano deciso di chiamare Amanda, fino a quando un errore commesso durante un esame di villocentesi causò, alla tredicesima settimana di gestazione, la rottura delle membrane e la totale fuoriuscita del liquido amniotico. I medici raccomandarono l'aborto terapeutico, sostenendo che non ci sarebbero state speranze per la piccola, ma i genitori rifiutarono, invocando invece l'intercessione del beato Montini. Il 25 dicembre 2014 Amanda Tagliaferro nacque viva e perfettamente formata, fatto che venne giudicato inspiegabile dal punto di vista clinico.
Nel concistoro ordinario pubblico del 19 maggio 2018 papa Francesco comunicò la data della canonizzazione, la quale fu celebrata in piazza San Pietro il 14 ottobre 2018. In quel giorno, con papa Montini, furono proclamati altri sei nuovi santi: Óscar Arnulfo Romero, Nazaria Ignazia di Santa Teresa di Gesù, Francesco Spinelli, Vincenzo Romano, Katharina Kasper e Nunzio Sulprizio. Papa Bergoglio indossò per la cerimonia il pallio e la ferula di Paolo VI, con il cingolo macchiato del sangue di Oscar Romero.
Con decreto del 25 gennaio 2019, papa Francesco ha stabilito la memoria liturgica di san Paolo VI, con iscrizione nel Calendario romano generale, il 29 maggio, giorno della sua ordinazione sacerdotale, col grado di memoria facoltativa. Nel rito ambrosiano la memoria è fissata per il giorno successivo, il 30 maggio, giorno in cui Montini celebrò la sua prima messa.
Dopo la canonizzazione la tomba di papa Paolo VI non è stata traslata nella Basilica Vaticana, come è avvenuto per la maggior parte dei pontefici canonizzati, bensì è rimasta nelle Grotte Vaticane, nello stesso luogo dove fu sepolto subito dopo il suo funerale, allo scopo di esaudire il suo desiderio testamentario.

## Riforme e innovazioni
Fra le riforme e le innovazioni apportate da Paolo VI nelle strutture e nella vita della Chiesa si può ricordare l'istituzione dei seguenti organismi:
- nel 1964 della Pontificia commissione per le comunicazioni sociali e del Segretariato per i non cristiani;
- nel 1965 del Segretariato per i non credenti e del Sinodo dei vescovi;
- nel 1967 del Pontificio consiglio per i laici, della Pontificia commissione "Iustitia et Pax" e della Prefettura della casa pontificia;
- nel 1969 della Commissione teologica internazionale;
- nel 1971 del Pontificio consiglio "Cor Unum".

Come già ricordato, a Paolo VI si deve anche la riforma del Sant'Uffizio, che nel 1965 prese il nome di Congregazione per la dottrina della fede, e, nel 1967, l'istituzione della Giornata mondiale della pace.
Poco prima del centenario della fine del potere temporale, sciolse tutti i rimanenti corpi armati pontifici, lasciando in attività solamente la Guardia svizzera.

## Principali incontri e udienze

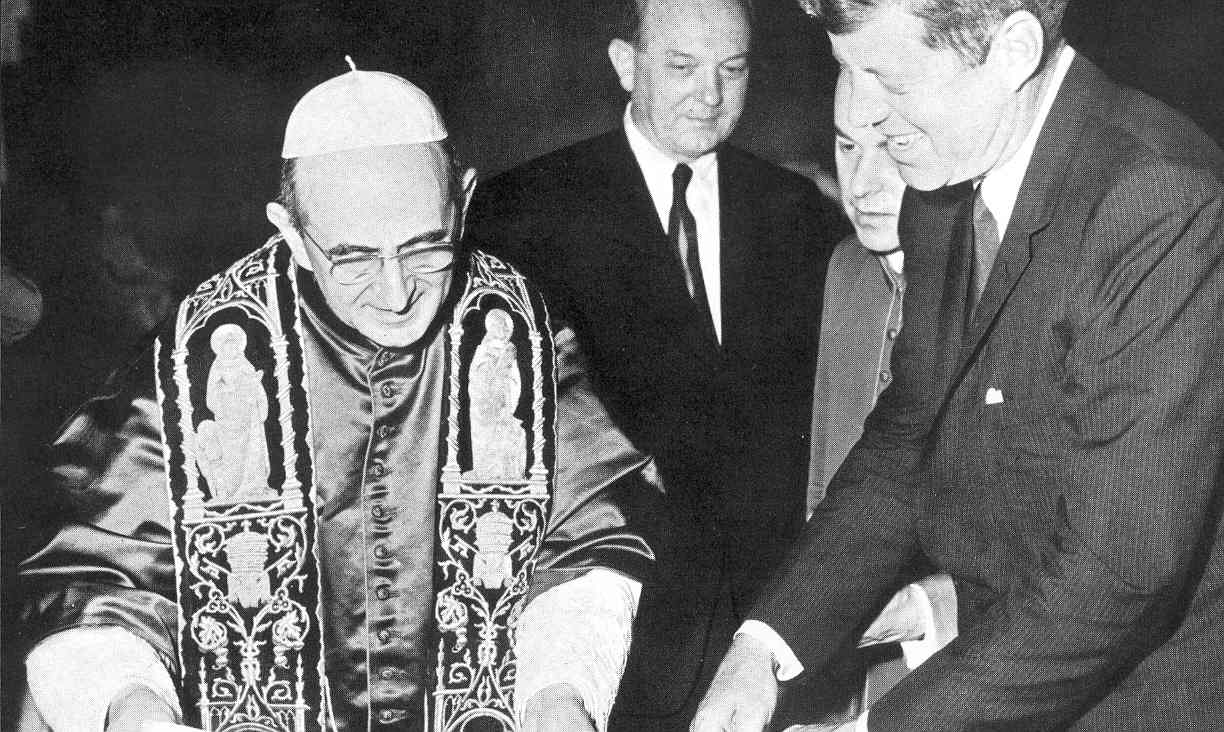
Paolo VI con John Fitzgerald Kennedy nel 1963

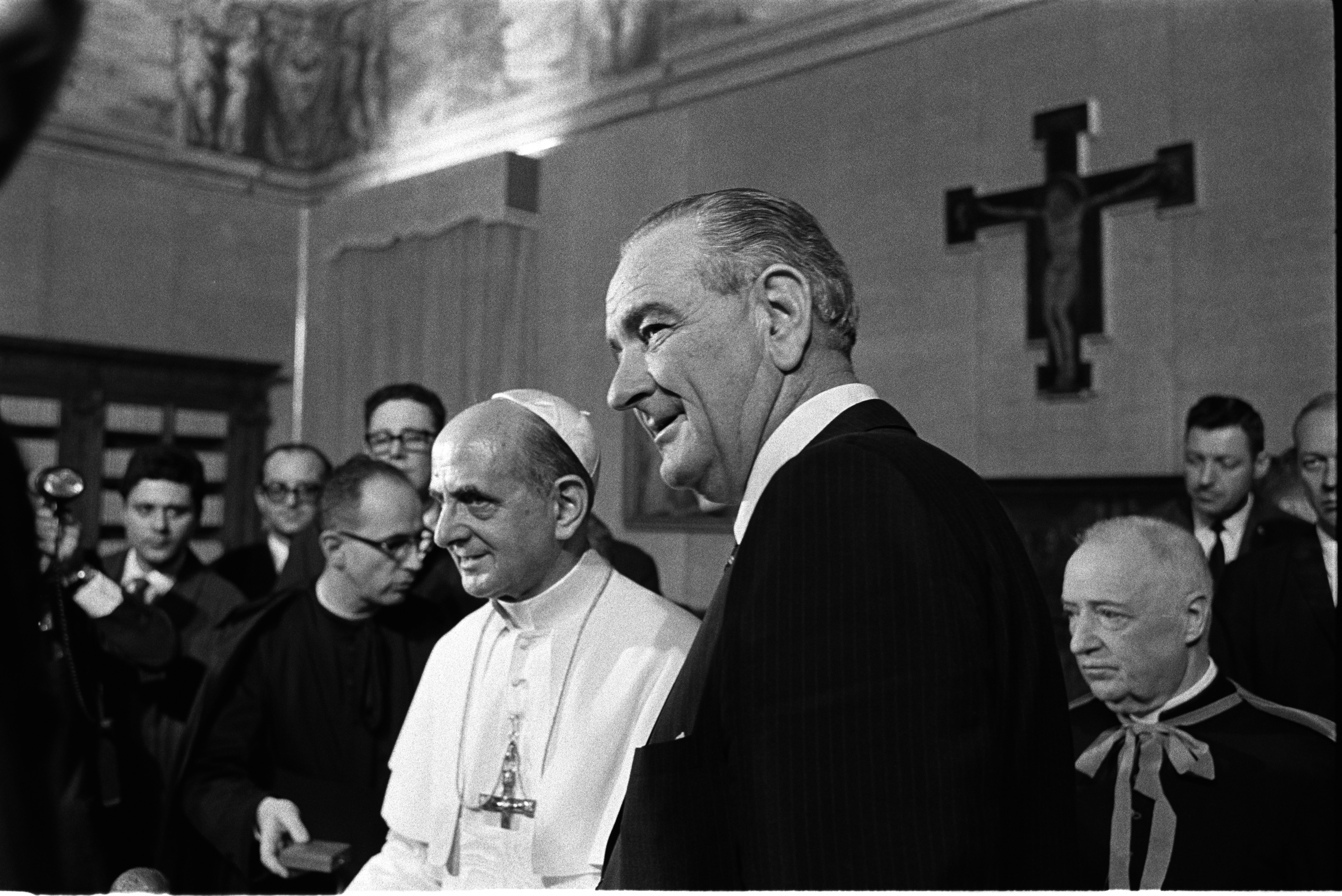
Paolo VI con Lyndon B. Johnson nel 1967

Paolo VI con Richard Nixon nel 1970

Furono numerose le personalità del mondo civile, politico e religioso che Paolo VI incontrò durante il suo pontificato. Fra questi:
- Nel 1963 il Presidente degli Stati Uniti John Kennedy e il segretario generale delle Nazioni Unite U Thant;
- Nel 1964 il patriarca ortodosso di Costantinopoli Atenagora (storico incontro dopo quattordici secoli di incomunicabilità) e re Hussein di Giordania. Lo stesso anno in un incontro privato ricevette Martin Luther King.
- Nel 1966 Michael Ramsey, arcivescovo di Canterbury, incontrato a pochi mesi dalla fine del concilio.
- Nel 1967 il presidente USA Lyndon Johnson e il presidente francese Charles de Gaulle.
- Nel 1969 il colonnello Frank Borman, comandante della nave spaziale Apollo VIII. In questa occasione Borman donò a Paolo VI la medaglia di papa Giovanni XXIII (opera dello scultore Felice Mina) portata in orbita attorno alla Luna (dal 21 al 27 dicembre 1968), ora conservata nei Musei Vaticani.
- Nel 1970 il presidente USA Richard Nixon.
- Nel 1971 il presidente della Jugoslavia Tito.
- Nel 1973 il presidente del Vietnam Nguyễn Văn Thiệu, la premier di Israele Golda Meir e il 30 settembre il Dalai Lama.
- Nel 1975 il presidente USA Gerald Ford.
- Nel 1977 il capo di Stato ungherese János Kádár, il segretario generale delle Nazioni Unite Kurt Waldheim e il segretario del partito comunista polacco Edward Gierek.

## Viaggi

Stati visitati da Paolo VI

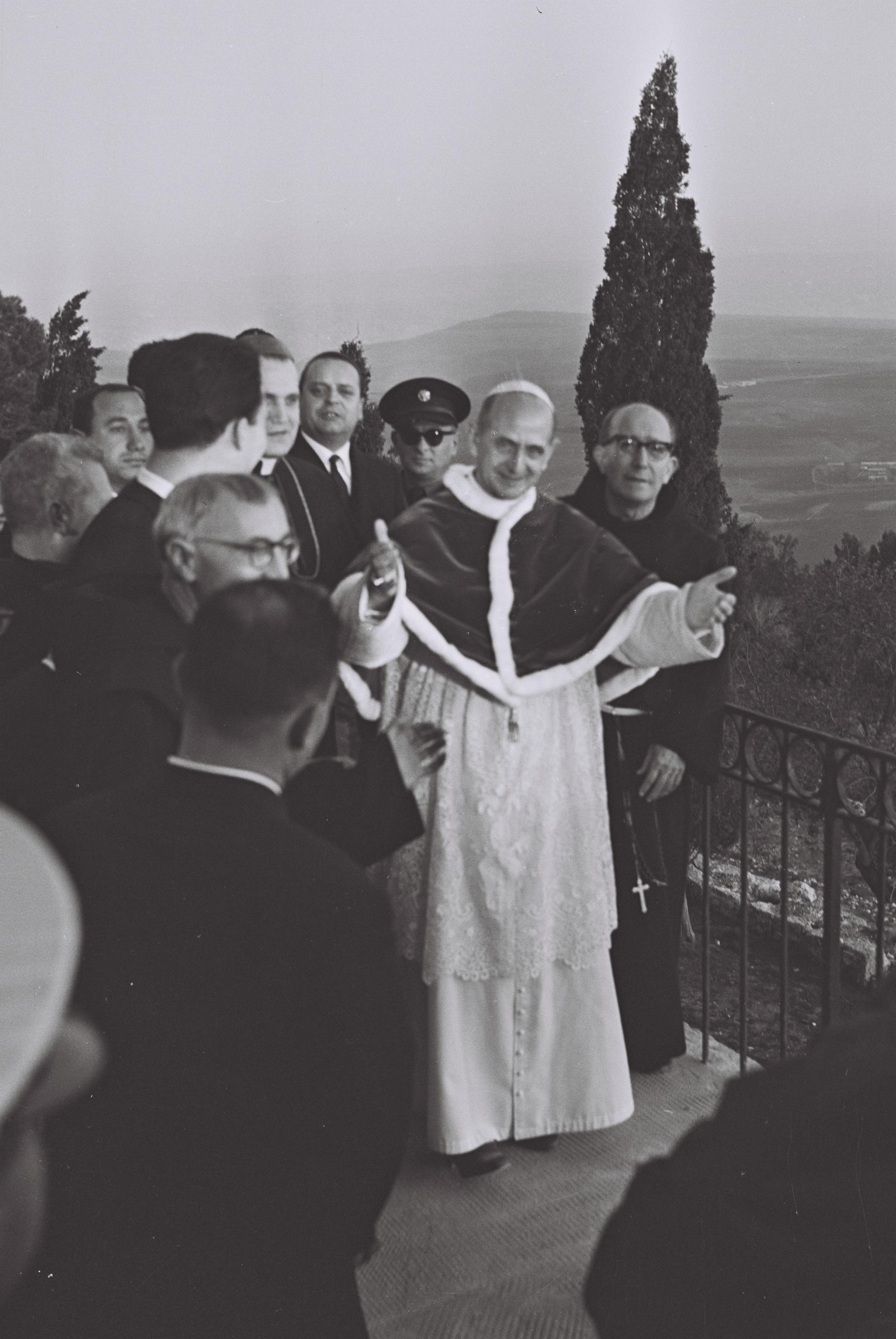
Paolo VI sul Monte Tabor nel 1964

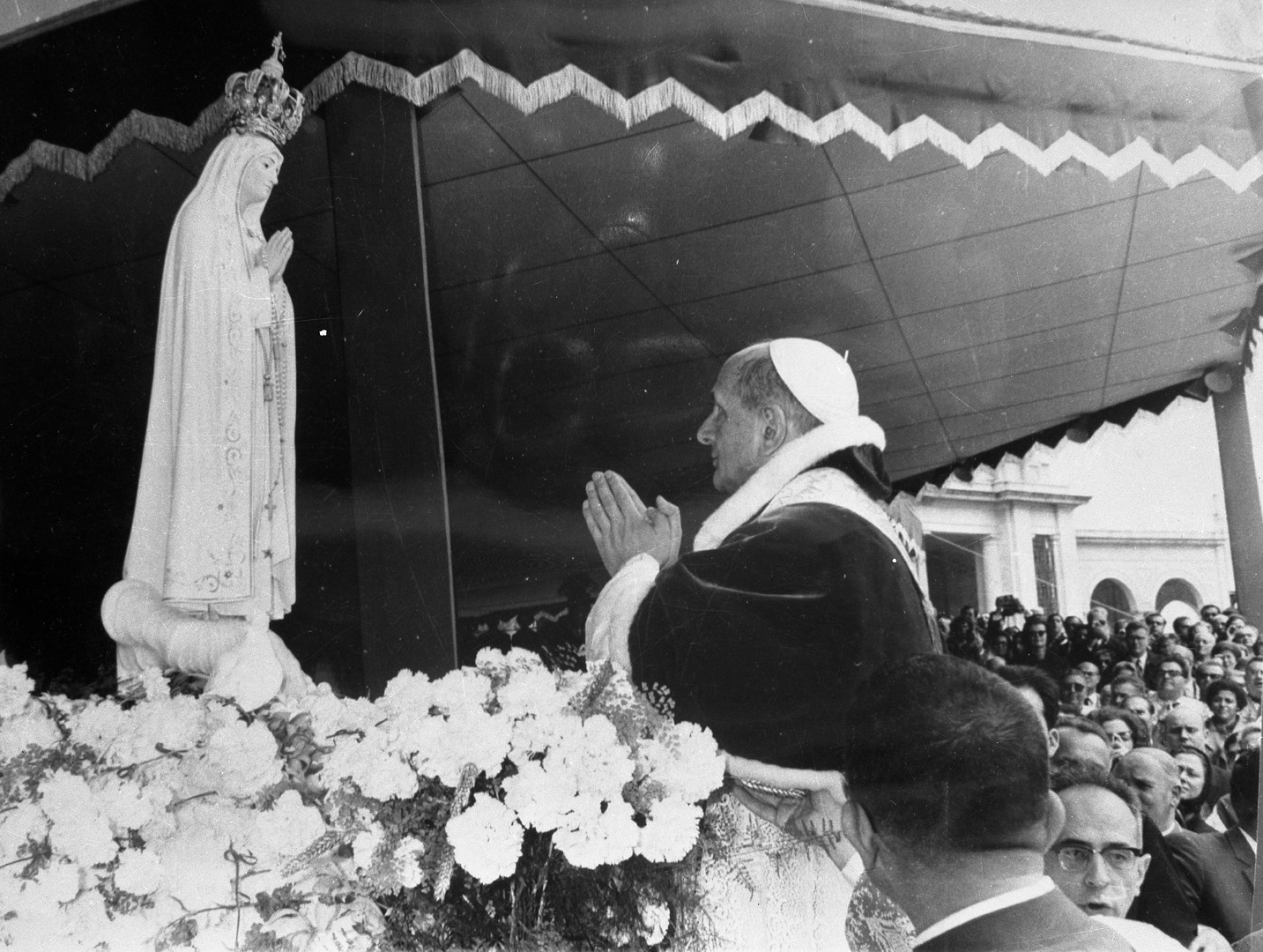
Papa Paolo VI davanti alla statua della Madonna di Fatima durante la visita al Santuario in occasione del 50º anniversario delle apparizioni

Paolo VI fu il primo papa a viaggiare in aereo: volò per raggiungere terre lontanissime, come nessuno dei suoi predecessori aveva ancora fatto; è stato il primo papa a visitare tutti i cinque continenti.
Questi i paesi esteri visitati durante il pontificato:
- 4 - 6 gennaio 1964: pellegrinaggio in Terra santa, fu il primo papa a recarsi in pellegrinaggio in Palestina.
- 2 - 5 dicembre 1964: pellegrinaggio in India in occasione del XXXVIII Congresso Eucaristico Internazionale.
- 4 - 5 ottobre 1965: visita alle Nazioni Unite di New York. In tale occasione pronunciò all'Assemblea generale il famoso discorso "Mai più la guerraǃ", in favore della pace nel mondo.
- 13 maggio 1967: pellegrinaggio al Santuario di Nostra Signora di Fátima.
- 25 - 26 luglio 1967: viaggio apostolico a Istanbul, Efeso e Smirne. In questa occasione avvenne lo storico incontro con il patriarca Atenagora I.[84]
- 21 - 25 agosto 1968: viaggio apostolico a Bogotà.
- 10 giugno 1969: visita a Ginevra in occasione del 50º anniversario dell'Organizzazione internazionale del lavoro.
- 31 luglio - 2 agosto 1969: pellegrinaggio in Uganda.
- 25 novembre - 5 dicembre 1970: pellegrinaggio in Asia Orientale, Oceania e Australia.

Questi, invece, i pellegrinaggi in Italia:
- 8 settembre 1963: visita a Genzano di Roma, nel Lazio, presso la Collegiata della SS. Trinità.
- 11 agosto 1964: pellegrinaggio eucaristico a Orvieto nel VII centenario della bolla pontificia Transiturus.
- 24 ottobre 1964: Montecassino in occasione consacrazione della chiesa dell'Archicenobio.
- 10 giugno 1965: visita alla città di Pisa in occasione del Congresso Eucaristico Nazionale.
- 1º settembre 1966: visita a Fumone, Anagni e Ferentino.
- 11 settembre 1966: visita a Carpineto Romano e Colleferro.
- 24 dicembre 1966: visita a Firenze, devastata dall'alluvione del 4 novembre, con messa di Natale nella Basilica di Santa Maria del Fiore.
- 24-25 dicembre 1968: viaggio a Taranto per santa messa di Natale nel centro siderurgico della città.
- 24 aprile 1970: viaggio in Sardegna, ai piedi del Santuario di Nostra Signora di Bonaria a Cagliari.
- 8 settembre 1971: pellegrinaggio a Subiaco nella festa della Natività di Maria Santissima.
- 16 settembre 1972: pellegrinaggio a Udine per il congresso eucaristico, con soste a Venezia e Aquileia.
- 24 dicembre 1972: visita natalizia a Ponzano Romano e a Sant'Oreste per la santa messa di Natale.
- 14 settembre 1974: pellegrinaggio sulle tracce di San Tommaso d'Aquino con santa messa ad Aquino e santa messa all'Abbazia di Fossanova.
- 8 agosto 1976: visita a Bolsena in occasione della chiusura del 41º Congresso eucaristico internazionale di Filadelfia (USA).
- 17 settembre 1977: pellegrinaggio a Pescara in occasione del XIX Congresso Eucaristico Nazionale.

## Concistori per la creazione di nuovi cardinali
Paolo VI ha creato 143 cardinali (provenienti da 52 nazioni) in sei concistori. Tra costoro i suoi tre immediati successori al Soglio di Pietro: Giovanni Paolo I, Giovanni Paolo II e Benedetto XVI.

## Beatificazioni e canonizzazioni del pontificato
Paolo VI nei suoi 15 anni di pontificato ha beatificato 61 servi di Dio e ha proclamato santi 86 beati.

## Opere del pontificato

### Documenti ed encicliche
Durante il suo pontificato si ricordano sette encicliche
- Ecclesiam Suam (6 agosto 1964), sul dialogo all'interno della Chiesa e della Chiesa con il mondo;
- Mense Maio (29 aprile 1965), che invita a pregare la Madonna per il felice esito del Concilio e per la pace nel mondo;
- Mysterium Fidei (3 settembre 1965), sull'Eucaristia;
- Christi Matri (15 settembre 1966), con la quale Paolo VI chiede preghiere alla Madonna per la pace nel mondo;
- Populorum Progressio (26 marzo 1967), sullo sviluppo dei popoli;
- Sacerdotalis Caelibatus (24 giugno 1967), sul celibato sacerdotale;
- Humanae Vitae (25 luglio 1968), sul matrimonio e sulla regolazione delle nascite.

Di tutte le encicliche, la Populorum Progressio fu quella più celebre e che riscosse le maggiori approvazioni. Per la prima volta dalla Rerum novarum di Leone XIII (1891) un pontefice riaffrontava in modo specifico, quasi analitico, i problemi di una società mai, come in questi anni, in rapida trasformazione. Celebri i passi:
(Paolo VI, Enciclica Populorum Progressio, § 23)
(Paolo VI, Enciclica Populorum Progressio, § 37)
In alcuni ambienti tradizionalisti questo documento venne tacciato di essere vicino a una dottrina sociale troppo clemente verso la sinistra e il suo pensiero. All'indomani di quest'enciclica, il quotidiano del MSI il Secolo d'Italia titolò in tono polemico: "Avanti Populorum!".
In pratica, si ripeté la critica avanzata a Giovanni XXIII con l'enciclica Pacem in Terris (ribattezzata sempre negli stessi ambienti "Falcem in terris"). Le due encicliche vennero studiate dai due Pontefici con gli stessi collaboratori.
Secondo lo storico Piero Viotto, i pensatori più vicini a papa Paolo VI furono Jacques Maritain, il cardinale Charles Journet, i filosofi Jean Guitton ed Etienne Gilson. Citò soprattutto san Tommaso d'Aquino e Agostino d'Ippona, sant'Ambrogio e san Paolo, mentre, pur non essendo uno storico della filosofia, fu influenzato da Platone, Aristotele, Cartesio, Lutero, Rousseau, Pascal, Newman e Blondel.

### Altri documenti
Assai numerose sono anche le lettere apostoliche, le esortazioni e le costituzioni.
Fra le altre ricordiamo:
- la lettera apostolica Octogesima adveniens (14 maggio 1971) per l'80º dell'enciclica di Leone XIII Rerum Novarum;
- le esortazioni apostoliche Marialis cultus (2 febbraio 1974) sul culto alla Madonna; Gaudete in Domino (9 maggio, 1975), sul tema della gioia cristiana; ed Evangelii nuntiandi (8 dicembre 1975), che tratta la questione della corretta concezione di liberazione e salvezza.

## Genealogia episcopale e successione apostolica
La genealogia episcopale è:
- Cardinale Scipione Rebiba
- Cardinale Giulio Antonio Santori
- Cardinale Girolamo Bernerio, O.P.
- Arcivescovo Galeazzo Sanvitale
- Cardinale Ludovico Ludovisi
- Cardinale Luigi Caetani
- Cardinale Ulderico Carpegna
- Cardinale Paluzzo Paluzzi Altieri degli Albertoni
- Papa Benedetto XIII
- Papa Benedetto XIV
- Papa Clemente XIII
- Cardinale Marcantonio Colonna
- Cardinale Giacinto Sigismondo Gerdil, B.
- Cardinale Giulio Maria della Somaglia
- Cardinale Carlo Odescalchi, S.I.
- Cardinale Costantino Patrizi Naro
- Cardinale Lucido Maria Parocchi
- Papa Pio X
- Papa Benedetto XV
- Papa Pio XII
- Cardinale Eugène Tisserant
- Papa Paolo VI

La successione apostolica è:
- Arcivescovo Giuseppe Schiavini (1955)
- Vescovo Cesário Alexandre Minali, O.F.M.Cap. (1955)
- Vescovo Ubaldo Teofano Stella, O.C.D. (1955)
- Arcivescovo Domenico Enrici (1955)
- Vescovo Aristide Pirovano, P.I.M.E. (1955)
- Vescovo Adolfo Luigi Bossi, O.F.M.Cap. (1958)
- Vescovo Antonio Fustella (1960)
- Cardinale Giovanni Colombo (1960)
- Vescovo Luigi Oldani (1961)
- Vescovo Francesco Rossi (1963)
- Arcivescovo Paolino Limongi (1963)
- Arcivescovo Joseph Khiamsun Nittayo (1963)
- Arcivescovo Igino Eugenio Cardinale (1963)
- Vescovo José García Villas, C.M. (1963)
- Vescovo Baptist Mudartha (1963)
- Vescovo Arnold Ralph Cotey, S.D.S. (1963)
- Vescovo Didier Pérouse de Montclos, M.Afr. (1963)
- Vescovo Étienne-Marie-Félix Courtois, M.Afr. (1963)
- Vescovo François Hoenen, S.V.D. (1963)
- Vescovo Felicissimus Alphonse Raeymaeckers, O.F.M.Cap. (1963)
- Vescovo Franciscus Xaverius Eikichi Tanaka (1963)
- Arcivescovo Clemens P. Chabukasansha (1963)
- Vescovo Albert Reuben Edward Thomas (1963)
- Arcivescovo Victorinus Youn Kong-hi (1963)
- Arcivescovo Angelo Palmas (1964)
- Cardinale Johannes Gerardus Maria Willebrands (1964)
- Arcivescovo Giovanni Fallani (1964)
- Vescovo Ernesto Camagni (1964)
- Vescovo Pierre François Jean-Baptiste Salmon, O.S.B. (1964)
- Vescovo Bernard Oguki-Atakpah (1964)
- Vescovo Alberto Zambrano Palacios, O.P. (1964)
- Vescovo Bernard Charles Ratsimamotoana, M.S. (1964)
- Vescovo Lawrence Patrick Moran (1964)
- Vescovo Marcel Evariste Van Rengen, C.I. (1964)
- Arcivescovo Leobard D'Souza (1964)
- Cardinale Giacomo Violardo (1966)
- Cardinale Ferdinando Giuseppe Antonelli, O.F.M. (1966)
- Vescovo Oscar Zanera (1966)
- Arcivescovo Dino Trabalzini (1966)
- Cardinale Loris Francesco Capovilla (1967)
- Cardinale Ernesto Civardi (1967)
- Arcivescovo Antonio Mauro (1967)
- Cardinale Agostino Casaroli (1967)
- Arcivescovo Amelio Poggi (1967)
- Arcivescovo Raymond Philip Etteldorf (1969)
- Arcivescovo Antonio Maria Travia (1969)
- Vescovo Matthieu Kanyama (1969)
- Vescovo Sabás Magaña García (1969)
- Vescovo Abel Costas Montaño (1969)
- Arcivescovo Eugène-Marie Ernoult (1969)
- Vescovo Adhemar Esquivel Kohenque (1969)
- Vescovo Thomas Benjamin Fulton (1969)
- Vescovo Bernard Joseph McLaughlin (1969)
- Vescovo André Bernard Michel Quélen (1969)
- Vescovo Andrea Bernardo Schierhoff (1969)
- Arcivescovo Paul Casimir Marcinkus (1969)
- Vescovo Barnabas Rugwizangonga Halem 'Imana (1969)
- Vescovo John Baptist Kakubi (1969)
- Vescovo Albert Edward Baharagate (1969)
- Vescovo Serapio Bwemi Magambo (1969)
- Arcivescovo Emmanuel Milingo (1969)
- Arcivescovo André Fernand Anguilé (1969)
- Arcivescovo Raphael Simon Ndingi Mwana'a Nzeki (1969)
- Vescovo Emile Njeru (1969)
- Vescovo Anthony Saliu Sanusi (1969)
- Vescovo William Mahony, S.M.A. (1969)
- Vescovo Constantin Guirma (1969)
- Vescovo Jean-Marie-Joseph-Augustin Pasquier, O.M.I. (1969)
- Vescovo Louis Vangeke, M.S.C. (1970)
- Arcivescovo Saminini Arulappa (1972)
- Arcivescovo Edoardo Pecoraio (1972)
- Arcivescovo Dermot J. Ryan (1972)
- Arcivescovo Edward Louis Heston, C.S.C. (1972)
- Cardinale Giuseppe Casoria (1972)
- Cardinale Paul Augustin Mayer, O.S.B. (1972)
- Arcivescovo Annibale Bugnini, C.M. (1972)
- Arcivescovo Federico Guba Limon, S.V.D. (1972)
- Vescovo Patelisio Punou-Ki-Hihifo Finau, S.M. (1972)
- Vescovo Efraím Basílio Krevey, O.S.B.M. (1972)
- Vescovo Hernando Velásquez Lotero (1972)
- Arcivescovo Carlos José Ruiseco Vieira (1972)
- Vescovo Antal Jakab (1972)
- Arcivescovo Charles Amarin Brand (1972)
- Arcivescovo Joseph Powathil (1972)
- Vescovo Joannes Baptist Matthijs Gijsen (1972)
- Vescovo Desiderio Elso Collino (1972)
- Arcivescovo Cesare Pagani (1972)
- Arcivescovo Edward Thomas O'Meara (1972)
- Arcivescovo Mario Pio Gaspari (1973)
- Cardinale Jean Jérôme Hamer, O.P. (1973)
- Vescovo Appasinghe Paul Perera (1973)
- Vescovo François-Marie Morvan, C.S.Sp. (1973)
- Arcivescovo Filippo Franceschi (1973)
- Vescovo Antonio Mazza (1973)
- Vescovo Francis Anani Kofi Lodonu (1973)
- Vescovo José Maria Maimone, S.A.C. (1973)
- Vescovo Enrico Bartolucci Panaroni, M.C.C.I. (1973)
- Vescovo Tadeusz Józef Zawistowski (1973)
- Arcivescovo Gabriel Montalvo Higuera (1974)
- Cardinale Angelo Acerbi (1974)
- Arcivescovo Nicola Rotunno (1974)
- Vescovo John Mackey (1974)
- Vescovo Dieudonné M'Sanda Tsinda-Hata (1974)
- Cardinale Andrzej Maria Deskur (1974)
- Vescovo Thomas Nantha (1974)

## Ascendenza
|                           |                  |                   | Genitori          |  |  | Nonni |  |  | Bisnonni        |  |  | Trisnonni                |  |
|                           |                  |                   |                   |  |  |       |  |  | Gaetano Montini |  |  | Ludovico Giorgio Montini |  |
|                           |                  |                   |                   |  |  |       |  |  | Gaetano Montini |  |  | Ludovico Giorgio Montini |  |
|                           |                  | Caterina Pievani  |                   |  |  |       |  |  | Gaetano Montini |  |  |                          |  |
| Ludovico Montini          |                  |                   |                   |  |  |       |  |  | Gaetano Montini |  |  |                          |  |
|                           |                  | Maddalena Pievani |                   |  |  |       |  |  |                 |  |  |                          |  |
|                           |                  |                   |                   |  |  |       |  |  |                 |  |  |                          |  |
|                           |                  |                   |                   |  |  |       |  |  |                 |  |  |                          |  |
| Giorgio Montini           |                  |                   |                   |  |  |       |  |  |                 |  |  |                          |  |
|                           |                  | Giorgio Buffali   | Giovanni Buffolo  |  |  |       |  |  |                 |  |  |                          |  |
|                           |                  | Giorgio Buffali   | Giovanni Buffolo  |  |  |       |  |  |                 |  |  |                          |  |
|                           |                  | Giorgio Buffali   | Appolonia Feletto |  |  |       |  |  |                 |  |  |                          |  |
| Francesca Buffoli         |                  | Giorgio Buffali   |                   |  |  |       |  |  |                 |  |  |                          |  |
|                           |                  | Elisabetta Onofri | …                 |  |  |       |  |  |                 |  |  |                          |  |
|                           |                  | Elisabetta Onofri | …                 |  |  |       |  |  |                 |  |  |                          |  |
|                           |                  | Elisabetta Onofri | …                 |  |  |       |  |  |                 |  |  |                          |  |
| Papa Paolo VI             |                  | Elisabetta Onofri |                   |  |  |       |  |  |                 |  |  |                          |  |
|                           | Giuseppe Alghisi | …                 |                   |  |  |       |  |  |                 |  |  |                          |  |
|                           | Giuseppe Alghisi | …                 |                   |  |  |       |  |  |                 |  |  |                          |  |
|                           | Giuseppe Alghisi | …                 |                   |  |  |       |  |  |                 |  |  |                          |  |
| Giovanni Battista Alghisi | Giuseppe Alghisi |                   |                   |  |  |       |  |  |                 |  |  |                          |  |
|                           |                  | Rosa Ravasio      | …                 |  |  |       |  |  |                 |  |  |                          |  |
|                           |                  | Rosa Ravasio      | …                 |  |  |       |  |  |                 |  |  |                          |  |
|                           |                  | Rosa Ravasio      | …                 |  |  |       |  |  |                 |  |  |                          |  |
| Giuditta Alghisi          |                  | Rosa Ravasio      |                   |  |  |       |  |  |                 |  |  |                          |  |
|                           |                  |                   | …                 |  |  |       |  |  |                 |  |  |                          |  |
|                           |                  |                   |                   |  |  |       |  |  |                 |  |  |                          |  |
|                           |                  | …                 |                   |  |  |       |  |  |                 |  |  |                          |  |
| Orsola Rovetta            |                  |                   |                   |  |  |       |  |  |                 |  |  |                          |  |
|                           |                  |                   | …                 |  |  |       |  |  |                 |  |  |                          |  |
|                           |                  |                   |                   |  |  |       |  |  |                 |  |  |                          |  |
|                           |                  | …                 |                   |  |  |       |  |  |                 |  |  |                          |  |
|                           |                  |                   |                   |  |  |       |  |  |                 |  |  |                          |  |

## Onorificenze

### Onorificenze della Santa Sede
Il papa è sovrano degli ordini pontifici della Santa Sede mentre il Gran magistero delle singole onorificenze può essere mantenuto direttamente dal pontefice o concesso a una persona di fiducia, solitamente un cardinale.

### Documentari
- Paolo VI. Papa del dialogo, Video VHS, San Paolo Audiovisivi - Cultura Religiosa, a cura di Paolino Campus.
- Paolo VI, il Papa dimenticato di Rai 3 La grande storia a cura di Luigi Bizzarri con Paola Lasi; in onda il 13 dicembre 2006.
- «Caro Montini», un ritratto inedito di Paolo VI, documentario a cura di Monica Mondo, regia di Giampaolo Marconato, in onda su Tv2000 il 13 ottobre 2019.